# Calciatori della nazionale brasiliana
In questa lista sono raccolti i calciatori che hanno rappresentato in almeno una partita la Nazionale di calcio del Brasile.

## Lista dei calciatori
I giocatori sono indicati ed elencati secondo il seguente ordine: pseudonimo, nome completo. Ad esempio: Abel Braga (pseudonimo), Abel Carlos da Silva Braga (nome completo). In caso di giocatori con lo stesso pseudonimo, si segue l'ordine alfabetico considerando il primo cognome.
Dal conteggio sono escluse le partite amichevoli disputate dalla Nazionale maggiore brasiliana contro Nazionali olimpiche o Nazionali B, selezioni non riconosciute dalla FIFA e squadre di club o selezioni locali, gare che vengono invece conteggiate dalla CBF. Sono invece incluse le partite della CONCACAF Gold Cup 1996 e 2003, che la CBF include invece tra quelle disputate dalla Nazionale olimpica (Under-23).
In grassetto sono indicati i calciatori ancora in attività.
Statistiche aggiornate al 5 marzo 2025.
| Nome                                                              | Presenze | Reti | Esordio | Ultima partita |
| ----------------------------------------------------------------- | -------- | ---- | ------- | -------------- |
| Abatte, Francisco Abatte                                          | 1        | 0    | 1922    | 1922           |
| Abel, Abel Verônico da Silva Filho                                | 1        | 1    | 1965    | 1965           |
| Abel Braga, Abel Carlos da Silva Braga                            | 1        | 0    | 1978    | 1978           |
| Acácio, Acácio Cordeiro Barreto                                   | 6        | -6   | 1986    | 1989           |
| Adamastor, Adamastor Baltazar de Araújo                           | 4        | 0    | 1962    | 1962           |
| Adãozinho, Adão Nunes Dornelles                                   | 2        | 0    | 1947    | 1948           |
| Adélson, Adélson Narciso                                          | 2        | 0    | 1962    | 1962           |
| Ademar Pantera, Ademar Miranda Júnior                             | 2        | 0    | 1965    | 1965           |
| Ademir da Guia, Ademir da Guia                                    | 12       | 0    | 1965    | 1974           |
| Ademir, Ademir Marques de Menezes                                 | 37       | 32   | 1945    | 1953           |
| Adhemar, Adhemar dos Santos                                       | 1        | 0    | 1917    | 1917           |
| Adílio, Adílio de Oliveira Gonçalves                              | 1        | 0    | 1982    | 1982           |
| Adílson, Adílson Dias Batista                                     | 4        | 0    | 1990    | 1991           |
| Adílson, Adílson Ferreira Arantes                                 | 3        | 1    | 1939    | 1940           |
| Ado, Eduardo Roberto Stinghen                                     | 3        | -3   | 1970    | 1970           |
| Adriano, Adriano Correia Claro                                    | 17       | 0    | 2003    | 2013           |
| Adriano, Adriano Leite Ribeiro                                    | 48       | 27   | 2000    | 2010           |
| Adriano Gabiru, Carlos Adriano de Souza Vieira                    | 2        | 0    | 2003    | 2003           |
| Afonsinho, Afonso Guimarães da Silva                              | 18       | 1    | 1936    | 1942           |
| Afonso Alves, Afonso Alves Martins Júnior                         | 8        | 1    | 2007    | 2007           |
| Agrícola, Agrícola Siqueira                                       | 1        | 0    | 1932    | 1932           |
| Aírton Pavilhão, Aírton Ferreira da Silva                         | 7        | 0    | 1956    | 1960           |
| Albertino, Gilberto Andrade                                       | 1        | -1   | 1957    | 1957           |
| Alberto, Alberto Silveira                                         | 2        | 0    | 1968    | 1968           |
| Alberto, Alberto Carlos Félix da Silva                            | 1        | 0    | 1993    | 1993           |
| Alcindo, Alcindo Martha de Freitas                                | 7        | 1    | 1966    | 1967           |
| Aldair, Aldair Nascimento do Santos                               | 83       | 4    | 1989    | 2000           |
| Aldemar, Aldemar Lazaroti                                         | 4        | 0    | 1960    | 1961           |
| Aleixo, Aleixo Pereira                                            | 3        | 0    | 1946    | 1946           |
| Alemão, Ricardo Rogério de Brito                                  | 36       | 6    | 1984    | 1992           |
| Alemão, Sylvio Serpa                                              | 6        | 0    | 1923    | 1923           |
| Alencar, Manoel Alencar Monte                                     | 4        | 1    | 1916    | 1916           |
| Alessandro, Alessandro da Conceição Pinto                         | 3        | 0    | 2001    | 2001           |
| Alessandro Cambalhota, Alessandro Andrade de Oliveira             | 1        | 0    | 1999    | 1999           |
| Alex, Alex Rodrigo Dias da Costa                                  | 17       | 0    | 2003    | 2009           |
| Alex, Alex Raphael Meschini                                       | 3        | 0    | 2008    | 2009           |
| Alex, Alexsandro de Souza                                         | 49       | 12   | 1998    | 2005           |
| Alex Sandro, Alex Sandro Lobo Silva                               | 36       | 2    | 2011    |                |
| Alex Telles, Alex Nicolao Telles                                  | 6        | 0    | 2019    |                |
| Alexandre Lopes, Alexandre Paes Lopes                             | 3        | 0    | 1995    | 1996           |
| Alexandre Pato, Alexandre Rodrigues da Silva                      | 27       | 10   | 2008    | 2013           |
| Alexy, Alexy Nuyers                                               | 1        | 0    | 1922    | 1922           |
| Alfeu, Alfeu Martha de Freitas                                    | 5        | 1    | 1960    | 1960           |
| Alfredinho, Alfredo Silva                                         | 4        | 0    | 1921    | 1922           |
| Alfredo, Alfredo Pires de Andrade                                 | 1        | 0    | 1931    | 1931           |
| Alfredo, Alfredo dos Santos                                       | 4        | 1    | 1944    | 1950           |
| Alfredo Mostarda, Alfredo Mostarda Filho                          | 2        | 0    | 1974    | 1974           |
| Alfredo Ramos, Alfredo Ramos                                      | 9        | 0    | 1953    | 1956           |
| Alisson Becker, Alisson Ramses Becker                             | 54       | -21  | 2015    |                |
| Allan, Allan Marques Loureiro                                     | 10       | 0    | 2018    |                |
| Almir, Almir da Silva                                             | 5        | 1    | 1963    | 1963           |
| Almir, Almir de Souza Fraga                                       | 3        | 0    | 1990    | 1993           |
| Almir Pernambuquinho, Almir Moraes de Albuquerque                 | 6        | 1    | 1959    | 1960           |
| Aloísio, Aloísio Pires Alves                                      | 6        | 0    | 1988    | 1988           |
| Altair, Altair Gomes de Figueiredo                                | 18       | 0    | 1962    | 1966           |
| Altamiro, Altamiro Pereira                                        | 1        | 0    | 1963    | 1963           |
| Altemir, Altemir Marques da Cruz                                  | 2        | 0    | 1966    | 1966           |
| Alvariza, Ismael Alvariza                                         | 4        | 1    | 1920    | 1920           |
| Álvaro, Álvaro José Rodrigues Valente                             | 9        | 2    | 1955    | 1956           |
| Amaral, João Justino Amaral dos Santos                            | 40       | 0    | 1975    | 1980           |
| Amaral, Alexandre da Silva Mariano                                | 31       | 0    | 1995    | 1996           |
| Amarildo, Amarildo Tavares da Silveira                            | 23       | 7    | 1961    | 1966           |
| Amaro, Amaro José dos Santos                                      | 1        | 0    | 1961    | 1961           |
| Amaro, Amaro Silveira                                             | 6        | 0    | 1923    | 1923           |
| Amauri, Amauri Alves Horta                                        | 2        | 1    | 1963    | 1968           |
| Amauri Silva, Amauri Silva                                        | 2        | 0    | 1963    | 1963           |
| Amílcar, Amílcar Barbuy                                           | 16       | 5    | 1916    | 1922           |
| Amoroso, Márcio Amoroso dos Santos                                | 19       | 9    | 1995    | 2003           |
| Anderson, Anderson Luís de Abreu Oliveira                         | 8        | 0    | 2007    | 2008           |
| Anderson, Anderson Cléber Beraldo                                 | 1        | 1    | 2005    | 2005           |
| Ânderson Polga, Ânderson Corrêa Polga                             | 11       | 3    | 2002    | 2003           |
| Andrade, Jorge Luís Andrade da Silva                              | 11       | 1    | 1983    | 1989           |
| André, André Felipe Ribeiro de Souza                              | 4        | 0    | 2010    | 2011           |
| André, André Döring                                               | 1        | 0    | 1998    | 1998           |
| André Cruz, André Alves da Cruz                                   | 31       | 1    | 1988    | 1998           |
| André Luiz, André Luiz Moreira                                    | 19       | 2    | 1995    | 1997           |
| André Santos, André Clarindo dos Santos                           | 25       | 0    | 2009    | 2013           |
| Andreas Pereira, Andreas Hugo Hoelgebaum Pereira                  | 1        | 0    | 2018    |                |
| Andrei, Andrei Frascarelli                                        | 5        | 0    | 1991    | 1992           |
| Argel, Argélico Fucks                                             | 1        | 0    | 1995    | 1995           |
| Ângelo, Ângelo Paulino de Souza                                   | 5        | 0    | 1971    | 1972           |
| Antônio Carlos, Antônio Carlos Zago                               | 37       | 3    | 1991    | 2002           |
| Antony, Antony Matheus dos Santos                                 | 9        | 2    | 2021    |                |
| Araken, Abraham Patusca da Silveira                               | 1        | 0    | 1930    | 1930           |
| Araty, Araty Viana                                                | 1        | 0    | 1952    | 1952           |
| Argemiro, Argemiro Pinheiro da Silva                              | 10       | 0    | 1938    | 1942           |
| Ari, Ari de Souza                                                 | 4        | 0    | 1963    | 1963           |
| Ari Hercílio, Ari Hercílio Barbosa                                | 2        | 0    | 1966    | 1966           |
| Ariel, Ariel Nogueira                                             | 1        | 0    | 1934    | 1934           |
| Arílson, Arílson Gilberto da Costa                                | 7        | 0    | 1995    | 1996           |
| Arlindo, Arlindo Lau                                              | 2        | -2   | 1966    | 1966           |
| Arlindo, Arlindo Corrêa Pacheco                                   | 1        | 2    | 1919    | 1919           |
| Armandinho, Armando dos Santos                                    | 2        | 1    | 1934    | 1934           |
| Arnaldo, Arnaldo Silveira                                         | 14       | 0    | 1914    | 1919           |
| Arouca, Marcos Arouca da Silva                                    | 4        | 0    | 2012    | 2013           |
| Arthur, Arthur Henrique Ramos de Oliveira Melo                    | 22       | 1    | 2018    |                |
| Arthurzinho, Arthur dos Santos Lima                               | 1        | 0    | 1984    | 1984           |
| Ary, Ary Nogueira César                                           | 8        | -12  | 1945    | 1946           |
| Ari Clemente, Ari Paulino Clemente da Silva                       | 1        | 0    | 1961    | 1961           |
| Assis, Benedito de Assis da Silva                                 | 2        | 0    | 1984    | 1984           |
| Assis, Roberto de Assis Moreira                                   | 2        | 0    | 1991    | 1991           |
| Athirson, Athirson Mazzoli de Oliveira                            | 19       | 2    | 1999    | 2003           |
| Augusto, Augusto da Costa                                         | 20       | 1    | 1946    | 1950           |
| Áureo, Áureo Agostinho Arruda Malinverni                          | 2        | 0    | 1966    | 1966           |
| Ávila, Oswaldo Ávila                                              | 1        | 0    | 1944    | 1944           |
| Axel, Axel Rodrigues de Arruda                                    | 1        | 0    | 1992    | 1992           |
| Aymoré Moreira, Aymoré Moreira                                    | 3        | -11  | 1940    | 1940           |
| Ayrton, Ayrton Bacci de Araújo                                    | 1        | 0    | 1920    | 1920           |
| Babá, Mário Braga Gadelha                                         | 1        | 0    | 1961    | 1961           |
| Babá, Roberto Caveanha                                            | 1        | 1    | 1968    | 1968           |
| Babá, Santino Quarth Irmão                                        | 2        | 0    | 1966    | 1966           |
| Bahia, Antônio Almeida                                            | 4        | 1    | 1936    | 1937           |
| Baidek, Jorge Baidek                                              | 1        | 0    | 1984    | 1984           |
| Baldocchi, José Guilherme Baldocchi                               | 1        | 0    | 1970    | 1970           |
| Baltazar, Baltazar Maria de Morais Júnior                         | 6        | 2    | 1980    | 1989           |
| Baltazar, Oswaldo Silva                                           | 26       | 17   | 1950    | 1956           |
| Balu, Luís Carlos Carvalho dos Reis                               | 1        | 0    | 1991    | 1991           |
| Barata, Lair Paulo Barata Fortes                                  | 3        | 0    | 1921    | 1921           |
| Barbosa, Moacir Barbosa Nascimento                                | 20       | -24  | 1949    | 1953           |
| Bartô, Bartholomey Vicente Gugani                                 | 6        | 0    | 1922    | 1922           |
| Batalha, José Lodi Batalha                                        | 1        | -1   | 1925    | 1925           |
| Batatais, Algisto Lorenzato                                       | 3        | -12  | 1938    | 1939           |
| Batista, João Batista da Silva                                    | 38       | 0    | 1978    | 1983           |
| Batista, João Batista Viana dos Santos                            | 8        | 1    | 1987    | 1989           |
| Bauer, José Carlos Bauer                                          | 8        | 0    | 1949    | 1955           |
| Bebeto, José Roberto Gama de Oliveira                             | 74       | 41   | 1985    | 1998           |
| Begliomini, Pelegrino Adelmo Begliomini                           | 6        | 0    | 1942    | 1945           |
| Belletti, Juliano Haus Belletti                                   | 23       | 1    | 2001    | 2005           |
| Bellini, Hilderaldo Luiz Bellini                                  | 51       | 0    | 1957    | 1966           |
| Benê, Benedito Leopoldo da Silva                                  | 1        | 0    | 1962    | 1962           |
| Benedicto, Benedicto Dantas                                       | 3        | 1    | 1930    | 1932           |
| Benevenuto, Humberto Araújo Benevenuto                            | 2        | 0    | 1930    | 1930           |
| Bernard, Bernard Anício Caldeira Duarte                           | 14       | 1    | 2012    | 2014           |
| Bernardo, Bernardo Fernandes da Silva                             | 5        | 0    | 1989    | 1989           |
| Betão, Roberto Taylor Santos Moraes                               | 2        | 0    | 1983    | 1983           |
| Betinho, Gilberto Carlos Nascimento                               | 1        | 0    | 1988    | 1988           |
| Beto Fuscão, Rigoberto Costa                                      | 9        | 0    | 1976    | 1977           |
| Bianchini, Ademar Bianchini de Carvalho                           | 3        | 0    | 1965    | 1965           |
| Bianco, Bianco Spartaco Gambini                                   | 5        | 0    | 1919    | 1919           |
| Bibe, Olímpio Gabriel                                             | 4        | 0    | 1962    | 1962           |
| Bigode, João Ferreira                                             | 10       | 0    | 1949    | 1950           |
| Biguá, Moacir Cordeiro                                            | 6        | 0    | 1945    | 1945           |
| Biorô, Arthur Evaristo                                            | 1        | 0    | 1939    | 1939           |
| Bismarck, Bismarck Barreto Faria                                  | 14       | 1    | 1989    | 1990           |
| Biu, Severino Rodrigues da Silva                                  | 3        | 0    | 1959    | 1959           |
| Bobô, Raimundo Nonato Tavares da Silva                            | 3        | 0    | 1989    | 1989           |
| Bodinho, Nílton Coelho da Costa                                   | 5        | 3    | 1956    | 1956           |
| Boiadeiro, Marco Antônio Ribeiro                                  | 5        | 0    | 1993    | 1993           |
| Boquinha, João D'Almeida                                          | 1        | 0    | 1957    | 1957           |
| Borges, Humberlito Borges Teixeira                                | 1        | 0    | 2011    | 2011           |
| Branco, Cláudio Ibrahim Vaz Leal                                  | 72       | 9    | 1985    | 1995           |
| Brandão, José Augusto Brandão                                     | 16       | 0    | 1936    | 1942           |
| Brandãozinho, Antenor Lucas                                       | 18       | 0    | 1952    | 1954           |
| Brant, Carlos Brant                                               | 1        | 0    | 1940    | 1940           |
| Brasileiro, Francisco Chaves                                      | 1        | 0    | 1922    | 1922           |
| Brilhante, Alfredo Brilhante da Costa                             | 1        | 0    | 1930    | 1930           |
| Brito, Hércules Brito Ruas                                        | 47       | 0    | 1964    | 1972           |
| Britto, Hermínio Américo de Brito                                 | 4        | 0    | 1937    | 1938           |
| Bruno Carvalho, Bruno Segadas Vianna de Carvalho                  | 4        | 0    | 1995    | 1995           |
| Bruno César, Bruno César Zanaki                                   | 2        | 0    | 2011    | 2011           |
| Bruno Guimarães, Bruno Guimarães Rodriguez Moura                  | 6        | 1    | 2020    |                |
| Bruno Henrique, Bruno Henrique Pinto                              | 2        | 0    | 2019    |                |
| Bruno Uvini, Bruno Uvini Bortolança                               | 3        | 0    | 2012    | 2012           |
| Caçapava, Luís Carlos Melo Lopes                                  | 2        | 0    | 1976    | 1977           |
| Caetano, Caetano Izzo                                             | 4        | 1    | 1917    | 1917           |
| Cafu, Marcos Evangelista de Moraes                                | 142      | 5    | 1990    | 2006           |
| Caio, Caio Ribeiro Decoussau                                      | 4        | 3    | 1996    | 1996           |
| Caju, Alfredo Gottardi                                            | 6        | -7   | 1942    | 1942           |
| Calazans, José Alves Calazans                                     | 2        | 0    | 1956    | 1959           |
| Caldeira, Leonardo Augusto Caldeira                               | 1        | 0    | 1968    | 1968           |
| Calvet, Raul Donazar Calvet                                       | 11       | 0    | 1960    | 1962           |
| Camilo, Fernando Camilo Farias                                    | 1        | 0    | 2017    | 2017           |
| Campos, Cosme da Silva                                            | 5        | 2    | 1975    | 1975           |
| Canalli, Heitor Canalli                                           | 4        | 0    | 1932    | 1937           |
| Canário, Darcy Silveira dos Santos                                | 7        | 2    | 1956    | 1956           |
| Candiota, Aníbal Medicis Candiota                                 | 3        | 1    | 1921    | 1921           |
| Canhoteiro, José da Ribamar de Oliveira                           | 17       | 1    | 1956    | 1959           |
| Canhotinho, Mílton Medeiros                                       | 3        | 0    | 1947    | 1949           |
| Carbone, José Luís Carbone                                        | 6        | 0    | 1973    | 1974           |
| Cardeal, Sezefredo Ernesto da Costa                               | 2        | 0    | 1937    | 1937           |
| Careca, Antônio de Oliveira Filho                                 | 60       | 29   | 1982    | 1993           |
| Careca, Carlos Alberto Bianchezi                                  | 11       | 1    | 1990    | 1991           |
| Careca, Hamílton de Souza                                         | 2        | 0    | 1989    | 1989           |
| Carlinhos, Carlos Andrade Souza                                   | 1        | 0    | 2012    | 2012           |
| Carlito, Manoel Carlos Aranha                                     | 1        | 0    | 1916    | 1916           |
| Carlos, Carlos Roberto Gallo                                      | 37       | -46  | 1980    | 1993           |
| Carlos Alberto, Carlos Alberto Gomes de Jesus                     | 5        | 0    | 2005    | 2005           |
| Carlos Alberto, Carlos Alberto Torres                             | 53       | 8    | 1964    | 1977           |
| Carlos Alberto Borges, Carlos Alberto Borges                      | 3        | 0    | 1983    | 1983           |
| Carlos Alberto Dias, Carlos Alberto Costa Dias                    | 1        | 0    | 1992    | 1992           |
| Carlos Alberto Pintinho, Carlos Alberto Gomes                     | 3        | 0    | 1977    | 1979           |
| Carlos Eduardo, Carlos Eduardo Marques                            | 6        | 0    | 2009    | 2010           |
| Carlos Germano, Carlos Germano Schwambach Neto                    | 9        | -9   | 1995    | 1998           |
| Carlos Miguel, Carlos Miguel da Silva Júnior                      | 5        | 1    | 2001    | 2001           |
| Carlos Roberto, Carlos Roberto de Carvalho                        | 2        | 0    | 1968    | 1968           |
| Carlyle, Carlyle Guimarães Cardoso                                | 1        | 0    | 1948    | 1948           |
| Carnera, Domingos Spitaletti                                      | 3        | 0    | 1936    | 1937           |
| Carpegiani, Paulo César Carpeggiani                               | 17       | 0    | 1974    | 1979           |
| Carregal, Oscar Carregal                                          | 1        | 0    | 1919    | 1919           |
| Carvalho Leite, Carlos Dobbert de Carvalho Leite                  | 11       | 6    | 1930    | 1940           |
| Casagrande, Walter Casagrande Júnior                              | 19       | 8    | 1985    | 1986           |
| Casemiro, Casemiro do Amaral                                      | 6        | -14  | 1916    | 1917           |
| Casemiro, Carlos Henrique Casimiro                                | 61       | 5    | 2011    |                |
| Cássio, Cássio Alves de Barros                                    | 1        | 0    | 1991    | 1992           |
| Cássio, Cássio Ramos                                              | 1        | 0    | 2017    |                |
| Castelhano, Cypriano Nunes                                        | 4        | 0    | 1920    | 1920           |
| Castilho, Carlos José Castilho                                    | 19       | -19  | 1950    | 1962           |
| Célio, Célio Taveira Filho                                        | 3        | 0    | 1965    | 1966           |
| Célio Silva, Vagno Célio do Nascimento Silva                      | 11       | 0    | 1992    | 1997           |
| Ceninho, Avatênio Antônio da Costa                                | 1        | 0    | 1957    | 1957           |
| César, César Aparecido Rodrigues                                  | 2        | 0    | 2001    | 2001           |
| César, Júlio César Coelho de Moraes                               | 2        | 0    | 1981    | 1981           |
| César Maluco, César Augusto da Silva Lemos                        | 8        | 0    | 1968    | 1974           |
| César Prates, César Luís Prates                                   | 2        | 0    | 1996    | 1997           |
| César Sampaio, Carlos César Sampaio de Campos                     | 40       | 5    | 1993    | 1998           |
| Charles, Charles Fabian Figueiredo Santos                         | 9        | 2    | 1989    | 1991           |
| Charles Guerreiro, Charles Natali de Mendonça Alves               | 3        | 0    | 1992    | 1992           |
| Chicão, Francisco Jesuíno Avanzi                                  | 9        | 0    | 1976    | 1979           |
| Chico, Francisco Aramburu                                         | 19       | 8    | 1945    | 1950           |
| Chico Netto, Francisco Bueno Netto                                | 4        | 0    | 1917    | 1917           |
| China, Henrique Valmir da Conceição                               | 5        | 0    | 1983    | 1983           |
| Chinesinho, Sidney Colônia Cunha                                  | 17       | 7    | 1956    | 1961           |
| Chiquinho Pastor, Francisco Jesus Fernandes                       | 2        | 0    | 1973    | 1973           |
| Christian, Christian Corrêa Dionísio                              | 11       | 0    | 1992    | 1994           |
| Cicinho, Cícero João de Cézare                                    | 17       | 1    | 2005    | 2006           |
| Cláudio, Cláudio Cortigiano                                       | 4        | -5   | 1962    | 1962           |
| Cláudio, Cláudio João Danni                                       | 5        | 0    | 1963    | 1963           |
| Cláudio, Cláudio Christovam de Pinho                              | 12       | 5    | 1942    | 1957           |
| Cláudio Adão, Cláudio Adalberto Adão                              | 11       | 14   | 1975    | 1976           |
| Cláudio Caçapa, Cláudio Roberto da Silva                          | 4        | 0    | 1998    | 2004           |
| Cléber, Cléber Américo da Conceição                               | 11       | 0    | 1990    | 2000           |
| Cleo, Cleo Moratoni Souza                                         | 2        | 0    | 1966    | 1966           |
| Clodô, Clodoaldo Caldeira                                         | 4        | 0    | 1922    | 1925           |
| Clodoaldo, Clodoaldo Tavares de Santana                           | 39       | 1    | 1969    | 1974           |
| Clóvis, Clóvis Pinheiro dos Santos                                | 4        | 0    | 1959    | 1959           |
| Coelho, José Manoel Ferreira Coelho                               | 3        | 0    | 1923    | 1923           |
| Coelho, Dyego Rocha Coelho                                        | 1        | 0    | 2003    | 2003           |
| Constantino, Constantino Mollitsas                                | 3        | 0    | 1920    | 1920           |
| Copeu, Carlos Cidreira                                            | 1        | 0    | 1968    | 1968           |
| Coronel, Antônio Evanil da Silva                                  | 3        | 0    | 1959    | 1959           |
| Coutinho, Antônio Wilson Vieira Honório                           | 15       | 6    | 1960    | 1965           |
| Cris, Cristiano Marques Gomes                                     | 17       | 1    | 2001    | 2009           |
| Cristóvão, Cristóvão Borges dos Santos                            | 7        | 3    | 1989    | 1989           |
| Cuca, Alexi Stival                                                | 1        | 0    | 1991    | 1991           |
| Dadá Maravilha, Dário José dos Santos                             | 6        | 0    | 1970    | 1973           |
| Daniel, Daniel da Silva                                           | 1        | 0    | 2002    | 2002           |
| Daniel Alves, Daniel Alves da Silva                               | 122      | 8    | 2005    |                |
| Daniel Carvalho, Daniel da Silva Carvalho                         | 3        | 1    | 2006    | 2006           |
| Danilo, Danilo Alvim Faria                                        | 25       | 2    | 1945    | 1953           |
| Danilo, Danilo Luiz da Silva                                      | 45       | 1    | 2011    |                |
| Danival, Danival de Oliveira                                      | 4        | 3    | 1975    | 1975           |
| Danrlei, Danrlei de Deus Hinterholz                               | 4        | -4   | 1995    | 1996           |
| Dante, Dante Bonfim Costa Santos                                  | 13       | 2    | 2013    | 2014           |
| Dário Alegria, Jurandir Dário Gouveia Damasceno dos Santos        | 1        | 0    | 1965    | 1965           |
| Dary, Dary Batista de Oliveira                                    | 1        | 0    | 1963    | 1963           |
| David, David Benedito Magalhães                                   | 2        | 0    | 1966    | 1966           |
| David Luiz, David Luiz Moreira Marinho                            | 57       | 3    | 2010    | 2017           |
| David Neres, David Neres Campos                                   | 7        | 1    | 2019    |                |
| De Maria, Alexandre De Maria                                      | 1        | 0    | 1920    | 1920           |
| De Sordi, Nílton de Sordi                                         | 22       | 0    | 1955    | 1961           |
| Décio, Décio Ronodano Teixeira                                    | 1        | 0    | 1968    | 1968           |
| Dedê, Leonardo de Deus Santos                                     | 1        | 0    | 2004    | 2004           |
| Dedé, Anderson Vital da Silva                                     | 11       | 1    | 2011    |                |
| Del Debbio, Armando Del Debbio                                    | 1        | 0    | 1930    | 1930           |
| Del Nero, José Del Nero                                           | 2        | 0    | 1940    | 1940           |
| Del Vecchio, Emanuele Del Vecchio                                 | 8        | 1    | 1956    | 1957           |
| Delém, Vladem Lázaro Ruiz Quevedo                                 | 7        | 5    | 1960    | 1960           |
| Dema, Waldemar Barbosa                                            | 4        | 0    | 1985    | 1985           |
| Demósthenes, Demósthenes Corrêa de Syllos                         | 1        | 1    | 1916    | 1916           |
| Dener, Dener Augusto de Souza                                     | 2        | 0    | 1991    | 1991           |
| Denílson, Denílson de Oliveira Araújo                             | 61       | 9    | 1996    | 2003           |
| Denílson, Denílson Custódio Machado                               | 9        | 1    | 1966    | 1968           |
| Dequinha, José Mendonça dos Santos                                | 7        | 0    | 1954    | 1956           |
| Dias, Antônio Dias                                                | 4        | 0    | 1917    | 1917           |
| Dida, Nelson de Jesus Silva                                       | 90       | -67  | 1995    | 2006           |
| Dida, Edvaldo Alves de Santa Rosa                                 | 6        | 4    | 1958    | 1961           |
| Dida, Marco Aurélio Morais dos Santos                             | 3        | 0    | 1986    | 1986           |
| Didi, Valdir Pereira                                              | 74       | 21   | 1952    | 1962           |
| Diego, Diego Ribas da Cunha                                       | 34       | 4    | 2003    | 2017           |
| Diego Alves, Diego Alves Carreira                                 | 10       | -2   | 2011    | 2017           |
| Diego Cavalieri, Diego Cavalieri                                  | 3        | -4   | 2012    | 2013           |
| Diego Costa, Diego da Silva Costa                                 | 2        | 0    | 2013    | 2013           |
| Diego Souza, Diego de Souza Andrade                               | 7        | 2    | 2009    | 2017           |
| Diego Tardelli, Diego Tardelli Martins                            | 14       | 3    | 2009    | 2015           |
| Dinei, Claudinei Alexandre Pires                                  | 1        | 0    | 1991    | 1991           |
| Dinho, Edi Wilson José dos Santos                                 | 1        | 0    | 1993    | 1993           |
| Dino, Antônio Dino Galvão Bueno                                   | 6        | 0    | 1921    | 1923           |
| Dino, Oswaldo Rodolpho da Silva                                   | 4        | 0    | 1942    | 1942           |
| Dino Sani, Dino Sani                                              | 15       | 1    | 1957    | 1966           |
| Dionysio, Dionysio Álvaro dos Santos                              | 1        | 3    | 1919    | 1919           |
| Dirceu, Dirceu de Carvalho                                        | 3        | 0    | 1962    | 1962           |
| Dirceu, Dirceu José Guimarães                                     | 30       | 7    | 1973    | 1986           |
| Dirceu Lopes, Dirceu Lopes Mendes                                 | 14       | 3    | 1967    | 1975           |
| Ditão, Gilberto de Freitas                                        | 2        | 0    | 1965    | 1968           |
| Djair, Djair Kaye de Brito                                        | 2        | 0    | 1999    | 1999           |
| Djalma, Djalma Bezerra dos Santos                                 | 1        | 0    | 1945    | 1945           |
| Djalma Dias, Djalma Pereira Dias Júnior                           | 17       | 0    | 1962    | 1969           |
| Djalma Santos, Dejalma dos Santos                                 | 98       | 3    | 1952    | 1968           |
| Djalminha, Djalma Feitosa Dias                                    | 14       | 5    | 1996    | 2002           |
| Doca, Alfredo de Almeida Rego                                     | 1        | 1    | 1930    | 1930           |
| Dodô, Ricardo Lucas                                               | 5        | 2    | 1997    | 1997           |
| Domingos da Guia, Domingos Antônio da Guia                        | 25       | 0    | 1931    | 1946           |
| Doni, Doniéber Alexander Marangon                                 | 20       | -6   | 2007    | 2010           |
| Donizete, Osmar Donizete Cândido                                  | 9        | 2    | 1995    | 1998           |
| Donizete Oliveira, Donizetti Francisco de Oliveira                | 5        | 0    | 1990    | 1991           |
| Dória, Matheus Dória Macedo                                       | 1        | 0    | 2013    | 2013           |
| Doriva, Dorival Guidoni Júnior                                    | 12       | 0    | 1995    | 1998           |
| Dorval, Dorval Rodrigues                                          | 7        | 0    | 1959    | 1963           |
| Douglas, William Douglas Humia Menezes                            | 11       | 0    | 1987    | 1989           |
| Douglas, Douglas dos Santos                                       | 1        | 0    | 2010    | 2010           |
| Douglas Costa, Douglas Costa de Souza                             | 31       | 3    | 2014    |                |
| Douglas Luiz, Douglas Luiz Soares de Paulo                        | 9        | 0    | 2019    |                |
| Douglas Santos, Douglas dos Santos Justino de Melo                | 1        | 0    | 2016    | 2016           |
| Duarte, José Antônio Candiota Silva                               | 5        | 0    | 1956    | 1956           |
| Dudu, Eduardo Pereira Rodrigues                                   | 3        | 1    | 2011    | 2017           |
| Dudu, Olegário Tolói de Oliveira                                  | 13       | 1    | 1965    | 1966           |
| Dudu Cearense, Alexandre Silva de Souza                           | 11       | 0    | 2004    | 2007           |
| Dunga, Carlos Caetano Bledorn Verri                               | 91       | 6    | 1982    | 1990           |
| Durval, Severino dos Ramos Durval da Silva                        | 1        | 0    | 2012    | 2012           |
| Écio, Écio Capovilla                                              | 2        | 0    | 1960    | 1960           |
| Edenílson, Edenilson Andrade dos Santos                           | 1        | 0    | 2021    |                |
| Éder, Éder Aleixo de Assis                                        | 51       | 8    | 1979    | 1986           |
| Éder Militão, Éder Gabriel Militão                                | 21       | 1    | 2018    |                |
| Ederson, Ederson Honorato Campos                                  | 1        | 0    | 2010    | 2010           |
| Ederson Moraes, Ederson Santana de Moraes                         | 18       | -8   | 2018    |                |
| Edevaldo, Edevaldo de Freitas                                     | 18       | 1    | 1980    | 1982           |
| Edílson, Edílson Rodrigues Vieira                                 | 1        | 0    | 1965    | 1965           |
| Edílson, Edílson da Silva Ferreira                                | 23       | 6    | 1993    | 2002           |
| Edinho, Edino Nazareth Filho                                      | 59       | 3    | 1977    | 1986           |
| Edivaldo, Edivaldo Martins da Fonseca                             | 3        | 0    | 1986    | 1989           |
| Edmar, Edmar Bernardes dos Santos                                 | 6        | 3    | 1988    | 1988           |
| Edmílson, José Edmílson Gomes de Moraes                           | 39       | 1    | 2000    | 2007           |
| Edmundo, Edmundo Alves de Souza Neto                              | 39       | 10   | 1992    | 2000           |
| Edmur, Edmur Ribeiro                                              | 1        | 0    | 1955    | 1955           |
| Édson, Édson de Souza Barbosa                                     | 1        | 0    | 1966    | 1966           |
| Édson, Édson dos Santos                                           | 18       | 0    | 1956    | 1959           |
| Édson Boaro, Édson Boaro                                          | 16       | 0    | 1984    | 1986           |
| Édson Boni, Édson Bonifácio                                       | 3        | 1    | 1985    | 1985           |
| Edu, Jonas Eduardo Américo                                        | 42       | 8    | 1966    | 1974           |
| Edu, Luís Eduardo Schmidt                                         | 1        | 0    | 2000    | 2000           |
| Edu, Eduardo César Daud Gaspar                                    | 17       | 0    | 2004    | 2005           |
| Edu Antunes, Eduardo Antunes Coimbra                              | 2        | 0    | 1967    | 1967           |
| Edu Bala, Carlos Eduardo da Silva                                 | 4        | 0    | 1976    | 1976           |
| Edu Dracena, Eduardo Luís Abonízio de Souza                       | 3        | 0    | 2004    | 2007           |
| Edu Manga, Eduardo Antônio dos Santos                             | 9        | 0    | 1987    | 1989           |
| Edu Marangon, Carlos Eduardo Marangon                             | 10       | 1    | 1987    | 1990           |
| Eduardo, Eduardo Barbosa de Albuquerque                           | 8        | 0    | 1963    | 1963           |
| Eduardo, Jorge Eduardo Gomes de Souza                             | 6        | 0    | 1987    | 1989           |
| Eduardo, Eduardo Neves de Castro                                  | 7        | 1    | 1968    | 1968           |
| Eduardo Lima, Eduardo Lima                                        | 10       | 3    | 1944    | 1947           |
| Elano, Elano Ralph Blumer                                         | 50       | 9    | 2004    | 2011           |
| Élber, Giovane Élber de Souza                                     | 15       | 7    | 1998    | 2001           |
| Elcy, Elcy Goulart de Freitas                                     | 1        | 0    | 1959    | 1959           |
| Elias, Elias Mendes Trindade                                      | 35       | 0    | 2010    | 2016           |
| Elias, Elias Soares de Oliveira                                   | 5        | 0    | 1959    | 1959           |
| Elivélton, Elivelton Alves Rufino                                 | 13       | 1    | 1991    | 1993           |
| Ely, Ely do Amparo                                                | 19       | 0    | 1949    | 1954           |
| Elzo, Elzo Aloísio Coelho                                         | 11       | 0    | 1986    | 1986           |
| Emerson Royal, Emerson Aparecido Leite de Souza Junior            | 7        | 0    | 2019    |                |
| Emerson, Emerson Ferreira da Rosa                                 | 73       | 6    | 1997    | 2006           |
| Émerson, Émerson Carvalho da Silva                                | 3        | 0    | 2000    | 2000           |
| Enéas, Enéas de Camargo                                           | 3        | 1    | 1974    | 1976           |
| Ênio Andrade, Ênio Vargas de Andrade                              | 5        | 1    | 1956    | 1956           |
| Ênio Rodrigues, Ênio Antônio Rodrigues da Silva                   | 6        | 0    | 1956    | 1960           |
| Ernâni, Ernâni Ribeiro Guimarães                                  | 1        | 0    | 1957    | 1957           |
| Escurinho, Benedito Custódio Ferreira                             | 8        | 0    | 1955    | 1956           |
| Esnel, Esnel Miraglia Lopes                                       | 2        | 0    | 1962    | 1962           |
| Esquerdinha, Rogério Fonseca da Silva                             | 1        | 0    | 2002    | 2002           |
| Euller, Euller Elias de Carvalho                                  | 7        | 3    | 2000    | 2001           |
| Eurico, Eurico Pedro de Faria                                     | 2        | 0    | 1971    | 1971           |
| Evair, Evair Aparecido Paulino                                    | 10       | 2    | 1992    | 1993           |
| Evaldo, Evaldo Cruz                                               | 2        | 1    | 1963    | 1968           |
| Evanílson, Evanílson Aparecido Ferreira                           | 13       | 0    | 1999    | 2000           |
| Evaristo, Evaristo de Macedo                                      | 14       | 8    | 1955    | 1957           |
| Everaldo, Everaldo Aparecido Rogério                              | 7        | 0    | 1983    | 1986           |
| Everaldo, Everaldo Marques da Silva                               | 24       | 0    | 1967    | 1972           |
| Éverton Ribeiro, Éverton Augusto de Barros Ribeiro                | 20       | 3    | 2014    |                |
| Everton Soares, Everton Sousa Soares                              | 25       | 3    | 2018    |                |
| Ewerthon, Ewerthon Henrique de Souza                              | 7        | 0    | 2001    | 2003           |
| Fabiano Eller, Fabiano Eller dos Santos                           | 1        | 0    | 2005    | 2005           |
| Fabinho, Fábio Henrique Tavares                                   | 23       | 0    | 2015    |                |
| Fábio, Fábio Arlindo Menezes                                      | 1        | 0    | 1966    | 1966           |
| Fábio, Fábio Pereira da Silva                                     | 2        | 0    | 2011    | 2011           |
| Fábio Júnior, Fábio Júnior Pereira                                | 3        | 0    | 1998    | 2000           |
| Fábio Luciano, Fábio Luciano                                      | 1        | 0    | 2003    | 2003           |
| Fábio Rochemback, Fábio Rochemback                                | 7        | 0    | 2001    | 2001           |
| Fábio Santos, Fábio Santos Romeu                                  | 3        | 0    | 2012    |                |
| Fábio Simplício, Fábio Henrique Simplício                         | 1        | 0    | 2009    | 2009           |
| Facchine, Jácomo Facchine                                         | 1        | 0    | 1916    | 1916           |
| Fagner, Fagner Conserva Lemos                                     | 10       | 0    | 2017    |                |
| Falcão, Paulo Roberto Falcão                                      | 28       | 6    | 1976    | 1986           |
| Faragassi, José Faragassi                                         | 1        | 0    | 1922    | 1922           |
| Fausto, Fausto dos Santos                                         | 4        | 0    | 1930    | 1930           |
| Fefeu, Alfredo de Souza                                           | 1        | 0    | 1966    | 1966           |
| Feitiço, Luís Macedo Matoso                                       | 1        | 0    | 1931    | 1931           |
| Felipe, Felipe Augusto de Almeida Monteiro                        | 2        | 0    | 2018    |                |
| Felipe, Felipe Jorge Loureiro                                     | 7        | 0    | 1998    | 2004           |
| Felipe Anderson, Felipe Anderson Pereira Gomes                    | 2        | 0    | 2015    |                |
| Felipe Melo, Felipe Melo Vicente de Carvalho                      | 22       | 2    | 2009    | 2010           |
| Félix, Félix Miéli Venerando                                      | 39       | -37  | 1965    | 1972           |
| Fernandão, Fernando Lúcio da Costa                                | 1        | 0    | 2005    | 2005           |
| Fernandinho, Fernando Luiz Rosa                                   | 53       | 2    | 2011    |                |
| Fernando, Fernando Consul                                         | 3        | 1    | 1963    | 1963           |
| Fernando, Fernando Giudicelli                                     | 3        | 0    | 1930    | 1930           |
| Fernando, Fernando Lucas Martins                                  | 8        | 0    | 2012    | 2013           |
| Fernando, Fernando Menegazzo                                      | 8        | 0    | 2006    | 2007           |
| Fernando Henrique, Fernando Henrique dos Anjos                    | 1        | 0    | 2004    | 2004           |
| Ferrari, Gilberto José Ferrari                                    | 1        | 0    | 1965    | 1965           |
| Ferreira, Antenor Ferreira de Carvalho Filho                      | 5        | 4    | 1956    | 1956           |
| Fidélis, José Maria Fidélis dos Santos                            | 7        | 1    | 1966    | 1966           |
| Figueiró, Luiz Gonzaga Figueiró                                   | 4        | 0    | 1956    | 1956           |
| Filipe Luís, Filipe Luís Kasmirski                                | 44       | 2    | 2009    |                |
| Filó, Amphilóquio Marques Guarisi                                 | 4        | 1    | 1925    | 1925           |
| Flávio Minuano, Flávio Almeida da Fonseca                         | 17       | 9    | 1963    | 1968           |
| Flecha, Gilberto Alves de Souza                                   | 5        | 0    | 1976    | 1976           |
| Floriano, Floriano Peixoto Corrêa                                 | 3        | 0    | 1925    | 1925           |
| Florindo, Florindo Alves Ferreira                                 | 6        | 0    | 1939    | 1940           |
| Florindo, Flávio Pinho                                            | 5        | 0    | 1956    | 1956           |
| Fontana, José de Anchieta Fontana                                 | 7        | 0    | 1966    | 1970           |
| Formiga, Afrodísio Camargo Xavier                                 | 6        | 4    | 1922    | 1922           |
| Formiga, Francisco Ferreira de Aguiar                             | 17       | 0    | 1955    | 1959           |
| Fortes, Agostinho Fortes Filho                                    | 14       | 0    | 1919    | 1925           |
| França, Françoaldo Sena de Souza França                           | 8        | 1    | 2000    | 2002           |
| Fred, Frederico Chaves Guedes                                     | 39       | 18   | 2005    | 2014           |
| Fred, Frederico Rodrigues Santos                                  | 25       | 0    | 2014    |                |
| Frederico, Frederico Pinheiro                                     | 2        | 0    | 1921    | 1921           |
| Freitas, Maurício Freitas                                         | 1        | 0    | 1960    | 1960           |
| Friaça, Albino Friaça Cardoso                                     | 12       | 1    | 1947    | 1952           |
| Friedenreich, Arthur Friedenreich                                 | 17       | 8    | 1914    | 1930           |
| Gabigol                                                           | 18       | 5    | 2016    | 2016           |
| Gabriel, Gabriel Rodrigues dos Santos                             | 1        | 0    | 2005    | 2005           |
| Gabriel, Gabriel Vasconcelos Ferreira                             | 1        | 0    | 2012    | 2012           |
| Gabriel Jesus, Gabriel Fernando de Jesus                          | 54       | 18   | 2016    |                |
| Gabriel Martinelli, Gabriel Teodoro Martinelli Silva              | 2        | 0    | 2022    |                |
| Galo, Amando Almeida                                              | 7        | 0    | 1916    | 1919           |
| Gamba, Alberto Gambarotta                                         | 2        | 3    | 1922    | 1922           |
| Ganso, Paulo Henrique Chagas de Lima                              | 8        | 0    | 2010    | 2012           |
| Garrincha, Manoel Francisco dos Santos                            | 50       | 12   | 1955    | 1966           |
| Gélson Baresi, Gélson Tardivo Gonçalves Júnior                    | 1        | 0    | 1995    | 1995           |
| Geovani, Geovani Faria da Silva                                   | 22       | 5    | 1985    | 1991           |
| Geovanni, Geovanni Deiberson Maurício                             | 1        | 0    | 2001    | 2001           |
| Geraldão, Geraldo Dutra Pereira                                   | 9        | 0    | 1987    | 1987           |
| Geraldino, Geraldo Antônio Martins                                | 7        | 0    | 1963    | 1965           |
| Geraldo, Geraldo Cleofas Dias Alves                               | 5        | 0    | 1975    | 1976           |
| Geraldo, Geraldo Guimarães Ramos                                  | 1        | 0    | 1959    | 1959           |
| Geraldo, Geraldo Pereira                                          | 1        | 0    | 1983    | 1983           |
| Geraldo, Geraldo José da Silva                                    | 5        | 2    | 1959    | 1959           |
| Geraldo Scotto, Geraldo Scotto                                    | 2        | 0    | 1960    | 1960           |
| Germano, José Germano de Sales                                    | 3        | 1    | 1962    | 1965           |
| Gérson, Gérson de Oliveira Nunes                                  | 70       | 14   | 1961    | 1972           |
| Gerson, Gerson Santos da Silva                                    | 4        | 0    | 2021    |                |
| Gérson, Gérson da Silva                                           | 4        | 0    | 1989    | 1990           |
| Gessy, Gessy Lima                                                 | 4        | 0    | 1960    | 1960           |
| Getúlio Costa de Oliveira                                         | 18       | 1    | 1975    | 1981           |
| Giba, Antônio Gilberto Manhães de Souza                           | 1        | 0    | 1991    | 1991           |
| Gil, Carlos Gilberto Nascimento Silva                             | 11       | 0    | 2014    | 2017           |
| Gil, Dércio Gil                                                   | 4        | 0    | 1960    | 1960           |
| Gil, Gilberto Alves                                               | 30       | 8    | 1976    | 1978           |
| Gil, Gilberto Ribeiro Gonçalves                                   | 4        | 1    | 2003    | 2003           |
| Gil Baiano, José Gildásio Matos                                   | 7        | 0    | 1990    | 1991           |
| Gilberto, Gilberto Garcia de Andrade                              | 2        | 1    | 1960    | 1960           |
| Gilberto, José Gilberto Peres                                     | 3        | 0    | 1962    | 1962           |
| Gilberto, Gilberto da Silva Melo                                  | 35       | 1    | 2003    | 2010           |
| Gilberto Silva, Gilberto Aparecido da Silva                       | 93       | 3    | 2001    | 2010           |
| Gilmar, Gylmar dos Santos Neves                                   | 94       | -98  | 1953    | 1969           |
| Gilmar, Gilmar Luís Rinaldi                                       | 7        | -4   | 1986    | 1995           |
| Gino, Gino Orlando                                                | 8        | 3    | 1956    | 1958           |
| Giovanni, Giovanni Silva de Oliveira                              | 18       | 6    | 1995    | 1999           |
| Giuliano, Giuliano Victor de Paula                                | 14       | 0    | 2010    | 2017           |
| Givaldo, Givaldo Bezerra Cordeiro                                 | 5        | 0    | 1959    | 1959           |
| Givanildo, Givanildo José de Oliveira                             | 6        | 0    | 1976    | 1977           |
| Gláuber, Gláuber Leandro Honorato Berti                           | 1        | 0    | 2005    | 2005           |
| Goiano, Clenílton Ataíde Cavalcanti                               | 3        | 0    | 1959    | 1959           |
| Goliardo, Goliardo Gelardi                                        | 1        | 0    | 1931    | 1931           |
| Gomes, Heurelho da Silva Gomes                                    | 11       | -3   | 2006    | 2010           |
| Gonçalves, Marcelo Gonçalves Costa Lopes                          | 24       | 1    | 1995    | 1998           |
| Gradim, Francisco de Souza Ferreira                               | 1        | 0    | 1932    | 1932           |
| Grafite, Edinaldo Batista Libânio                                 | 4        | 1    | 2005    | 2010           |
| Grané, Pedro Grané                                                | 2        | 0    | 1922    | 1930           |
| Grapete, José Borges do Couto Grapete                             | 1        | 0    | 1968    | 1968           |
| Guilherme, Guilherme de Cássio Alves                              | 6        | 1    | 2000    | 2001           |
| Guilherme Arana, Guilherme Antonio Arana Lopes                    | 3        | 0    | 2021    |                |
| Guina, Aguinaldo Roberto Gallon Otta                              | 1        | 0    | 1979    | 1979           |
| Gustavo Nery, Gustavo Nery de Sá da Silva                         | 9        | 0    | 2004    | 2006           |
| Gustavo Scarpa, Gustavo Henrique Furtado Scarpa                   | 1        | 0    | 2017    | 2017           |
| Hamílton, Hamílton Evangelista dos Santos                         | 1        | 0    | 1957    | 1957           |
| Haroldo, Haroldo Baptista Pereira                                 | 1        | 0    | 1947    | 1947           |
| Haroldo, Haroldo Domingues                                        | 4        | 3    | 1917    | 1919           |
| Haroldo, Haroldo Rodrigues Magalhães Castro                       | 2        | 0    | 1953    | 1953           |
| Heitor, Heitor Amorim Perocca                                     | 2        | -1   | 1963    | 1963           |
| Heitor Domingues, Heitor Marcelino Domingues                      | 9        | 3    | 1919    | 1930           |
| Hélcio, Hélcio de Paiva                                           | 3        | 0    | 1925    | 1925           |
| Heleno de Freitas, Heleno de Freitas                              | 18       | 14   | 1944    | 1947           |
| Hélio, Hélio Moreira                                              | 3        | 0    | 1956    | 1956           |
| Hélton, Hélton da Silva Arruda                                    | 7        | -7   | 2006    | 2007           |
| Hélvio, Hélvio Peçanha Moreira                                    | 1        | 0    | 1955    | 1955           |
| Henrique, Henrique Adriano Buss                                   | 7        | 0    | 2008    | 2014           |
| Henrique, Henrique Frade                                          | 4        | 2    | 1959    | 1961           |
| Henrique, Henrique dos Santos                                     | 2        | 0    | 1957    | 1957           |
| Hércules, Hércules de Miranda                                     | 6        | 3    | 1938    | 1940           |
| Hermógenes, Hermógenes Fonseca                                    | 5        | 0    | 1930    | 1931           |
| Hernanes, Anderson Hernanes de Carvalho Viana Lima                | 28       | 2    | 2008    | 2014           |
| Hildegardo, Hildegardo de Almeida Magalhães                       | 1        | 0    | 1931    | 1931           |
| Hílton, Hílton José de Oliveira                                   | 2        | 1    | 1956    | 1956           |
| Hílton Chaves, Hílton Chaves                                      | 6        | 1    | 1963    | 1967           |
| Hílton Vaccari, Hílton Celestino Vaccari                          | 7        | 0    | 1963    | 1963           |
| Hoffmann, Sylvio Hoffmann Mazzi                                   | 2        | 0    | 1934    | 1934           |
| Hortêncio, Hortêncio de Souza                                     | 1        | 0    | 1940    | 1940           |
| Hulk, Givanildo Vieira de Souza                                   | 49       | 11   | 2009    |                |
| Humberto Tozzi, Humberto Barbosa Tozzi                            | 7        | 1    | 1954    | 1955           |
| Ilan, Ilan Araújo Dall'Igna                                       | 3        | 0    | 2003    | 2003           |
| Ilsinho, Ilson Pereira Dias Júnior                                | 1        | 0    | 2007    | 2007           |
| Imparatinho, Caetano Imparato                                     | 1        | 2    | 1922    | 1922           |
| Índio, Aluísio Francisco da Luz                                   | 7        | 2    | 1954    | 1957           |
| Ipojucan, Ipojucan Lins de Araújo                                 | 9        | 1    | 1952    | 1955           |
| Irno, Irno Lubka                                                  | 3        | -7   | 1960    | 1960           |
| Isaías, Isaías Benedicto da Silva                                 | 2        | 1    | 1944    | 1944           |
| Itália, Luís Gervasoni                                            | 5        | 0    | 1930    | 1932           |
| Ivair, Ivair Ferreira                                             | 1        | 0    | 1966    | 1966           |
| Ivan, Ivan José Macahiba Dias                                     | 4        | 0    | 1946    | 1946           |
| Ivan, Ivan Monteiro Bahiense                                      | 1        | 0    | 1955    | 1955           |
| Ivan Mariz, Ivan Mariz                                            | 2        | 0    | 1931    | 1932           |
| Ivo Diogo, Ivo Diogo Lul                                          | 4        | 0    | 1960    | 1960           |
| Jackson, Jackson Coelho Silva                                     | 3        | 0    | 1998    | 1998           |
| Jadir, Jadir Egídio de Souza                                      | 6        | 0    | 1957    | 1961           |
| Jádson, Jádson Rodrigues da Silva                                 | 8        | 1    | 2011    | 2013           |
| Jaime, Jaime de Almeida Filho                                     | 1        | 0    | 1976    | 1976           |
| Jaime de Almeida, Jaime de Almeida                                | 15       | 1    | 1942    | 1946           |
| Jair, Jair da Costa                                               | 1        | 0    | 1962    | 1962           |
| Jair, Jair Rosa Pinto                                             | 39       | 22   | 1940    | 1956           |
| Jair Gaúcho, Jair Gonçalves Prates                                | 1        | 0    | 1979    | 1979           |
| Jair Marinho, Jair Marinho de Oliveira                            | 4        | 0    | 1961    | 1962           |
| Jairo, Jairo do Nascimento                                        | 1        | -1   | 1976    | 1976           |
| Jairzinho, Jair Ventura Filho                                     | 82       | 35   | 1964    | 1982           |
| Jamelli, Paulo Roberto Jamelli Júnior                             | 14       | 3    | 1996    | 1996           |
| Jandir, Jandir Bugs                                               | 5        | 0    | 1984    | 1985           |
| Japonês, Adhemar Martins                                          | 2        | 0    | 1920    | 1920           |
| Jarbas, Jarbas Baptista                                           | 1        | 0    | 1932    | 1932           |
| Jardel, Mário Jardel Almeida Ribeiro                              | 10       | 1    | 1996    | 2001           |
| Jaú, Euclydes Barbosa                                             | 10       | 0    | 1936    | 1940           |
| Jean, Jean Raphael Vanderlei Moreira                              | 6        | 0    | 2012    | 2013           |
| Jefferson, Jefferson de Oliveira Galvão                           | 22       | -11  | 2011    | 2015           |
| Jefferson, Jefferson Vieira da Silva                              | 1        | 0    | 1995    | 1995           |
| Jemerson, Jemerson de Jesus Nascimento                            | 2        | 0    | 2017    | 2017           |
| Jô, João Alves de Assis Silva                                     | 20       | 5    | 2007    | 2014           |
| Joanino, Joanino Beviláqua                                        | 1        | 0    | 1942    | 1942           |
| João Carlos, João Carlos dos Santos                               | 10       | 1    | 1999    | 1999           |
| João Carlos, João Carlos Severiano                                | 2        | 2    | 1966    | 1966           |
| João Leite, João Leite da Silva Neto                              | 5        | -4   | 1980    | 1989           |
| João Marcos, João Marcos Bueno da Silva                           | 1        | 0    | 1984    | 1984           |
| João Paulo, Sérgio Luís Donizetti                                 | 15       | 4    | 1987    | 1991           |
| João Paulo, João Paulo de Lima Filho                              | 4        | 0    | 1979    | 1983           |
| João Reis, João dos Reis                                          | 1        | 0    | 1920    | 1920           |
| João Santos, João dos Santos Ferreira                             | 1        | 0    | 1990    | 1990           |
| Joaquinzinho, Joaquim Gilberto da Silva                           | 1        | 0    | 1963    | 1963           |
| Joãozinho, João Soares de Almeida Filho                           | 4        | 0    | 1975    | 1979           |
| Joel, Joel Antônio Martins                                        | 15       | 4    | 1957    | 1961           |
| Joel, Joel de Oliveira Monteiro                                   | 3        | -6   | 1930    | 1930           |
| Joel Camargo, Joel Camargo                                        | 28       | 0    | 1964    | 1970           |
| Jonas, Jonas Gonçalves Oliveira                                   | 9        | 2    | 2011    | 2016           |
| Jorge, Jorge de Souza                                             | 6        | 0    | 1963    | 1963           |
| Jorge, Jorge Marco de Oliveira Moraes                             | 1        | 0    | 2017    | 2017           |
| Jorge Mendonça, Jorge Pinto Mendonça                              | 6        | 0    | 1978    | 1978           |
| Jorginho, Jorge de Amorim Campos                                  | 64       | 3    | 1987    | 1996           |
| Jorginho, Jorge Ceciliano                                         | 3        | 1    | 1945    | 1945           |
| Jorginho, Jorge Luís da Silva                                     | 1        | 0    | 1990    | 1990           |
| Jorginho Putinatti, Jorge Antônio Putinatti                       | 16       | 1    | 1983    | 1985           |
| Josimar, Josimar Higino Pereira                                   | 16       | 2    | 1984    | 1989           |
| Josué, Josué Anunciato de Oliveira                                | 28       | 1    | 2007    | 2010           |
| Juan, Juan Silveira dos Santos                                    | 82       | 8    | 1998    | 2010           |
| Juan, Juan Guilherme Nunes Jesus                                  | 4        | 0    | 2012    | 2012           |
| Juan, Juan Maldonado Jaimez Júnior                                | 2        | 0    | 2008    | 2008           |
| Juarez, Juarez Teixeira                                           | 6        | 3    | 1956    | 1960           |
| Juary, Juary Jorge dos Santos Filho                               | 2        | 0    | 1979    | 1979           |
| Jucilei, Jucilei da Silva                                         | 2        | 0    | 2010    | 2010           |
| Julião, Antônio Elías Julião                                      | 1        | 0    | 1956    | 1956           |
| Julinho, Júlio Botelho                                            | 27       | 13   | 1952    | 1965           |
| Júlio Baptista, Júlio César Clement Pereira Baptista              | 47       | 5    | 2001    | 2010           |
| Júlio César, Júlio César Soares Espíndola                         | 87       | -69  | 2004    | 2014           |
| Júlio César, Júlio César da Silva                                 | 14       | 0    | 1984    | 1993           |
| Juninho Fonseca, Alcides Fonseca Junior                           | 4        | 0    | 1980    | 1981           |
| Juninho Paulista, Osvaldo Giroldo Júnior                          | 50       | 5    | 1995    | 2003           |
| Juninho Pernambucano, Antônio Augusto Ribeiro Reis Júnior         | 40       | 6    | 1999    | 2006           |
| Júnior, Leovegildo Lins da Gama Júnior                            | 70       | 6    | 1976    | 1992           |
| Júnior, Jenílson Ângelo de Souza                                  | 22       | 1    | 1996    | 2004           |
| Júnior Baiano, Raimundo Ferreira Ramos Júnior                     | 25       | 2    | 1997    | 2002           |
| Junqueira, Durval Junqueira Machado                               | 4        | 0    | 1920    | 1922           |
| Jurandir, Jurandir Correira dos Santos                            | 8        | -14  | 1937    | 1944           |
| Jurandir, Jurandir de Freitas                                     | 14       | 0    | 1962    | 1968           |
| Jurandir, Jurandir Gaston dos Santos                              | 3        | 0    | 1960    | 1960           |
| Juvenal, Juvenal Amarijo                                          | 10       | 0    | 1950    | 1950           |
| Kaká, Ricardo Izecson dos Santos Leite                            | 90       | 29   | 2002    | 2016           |
| Kim, Alci Martha de Freitas                                       | 1        | 0    | 1960    | 1960           |
| Kléber, Kléber de Carvalho Corrêa                                 | 21       | 1    | 2002    |                |
| Kléber, Kléber Laude Pinheiro                                     | 2        | 0    | 2011    | 2011           |
| Kléberson, José Roni Exberria Kléberson Pereira                   | 32       | 2    | 2002    | 2010           |
| Kuntz, Júlio Kunz Filho                                           | 11       | -13  | 1920    | 1922           |
| Lagarto, Severino Franco da Silva                                 | 4        | 4    | 1925    | 1925           |
| Lagreca, Sylvio Lagreca                                           | 10       | 1    | 1914    | 1917           |
| Laís, Arthur Antunes de Moraes e Castro                           | 10       | 0    | 1919    | 1922           |
| Larry, Larry Pinto de Faria                                       | 7        | 4    | 1956    | 1956           |
| Leandro, José Leandro Ferreira                                    | 27       | 2    | 1981    | 1986           |
| Leandro, Weverson Leandro Oliveira Moura                          | 1        | 1    | 2013    | 2013           |
| Leandro Castán, Leandro Castán da Silva                           | 2        | 0    | 2012    | 2012           |
| Leandro Damião, Leandro Damião da Silva dos Santos                | 17       | 3    | 2011    | 2013           |
| Leandro Machado, Leandro Machado Nascimento                       | 2        | 1    | 1996    | 1996           |
| Leão, Émerson Leão                                                | 82       | -50  | 1969    | 1986           |
| Leite de Castro, Joaquim Antônio Leite de Castro                  | 1        | 0    | 1922    | 1922           |
| Leivinha, João Leiva Campos Filho                                 | 21       | 7    | 1972    | 1974           |
| Lelé, Manoel Pessanha                                             | 4        | 1    | 1940    | 1945           |
| Léo, Leonardo Lourenço Bastos                                     | 7        | 0    | 2001    | 2005           |
| Léo Moura, Leonardo da Silva Moura                                | 1        | 0    | 2008    | 2008           |
| Léomar, Léomar Leiria                                             | 5        | 0    | 2001    | 2001           |
| Leonardo, Leonardo Nascimento de Araújo                           | 55       | 7    | 1991    | 2001           |
| Leôncio, Leôncio Abel Alves Vieira                                | 2        | 0    | 1966    | 1966           |
| Leônidas, Sebastião Leônidas                                      | 3        | 0    | 1966    | 1968           |
| Leônidas, Manoel Pereira                                          | 6        | 1    | 1956    | 1956           |
| Leônidas, Leônidas da Silva                                       | 19       | 21   | 1932    | 1946           |
| Lima, Antônio Lima dos Santos                                     | 13       | 4    | 1963    | 1966           |
| Lira, Carlos Augusto José Lira                                    | 7        | 0    | 1990    | 1992           |
| Lola, Raimundo José Corrêa                                        | 1        | 0    | 1968    | 1968           |
| Lopes, José dos Santos Lopes                                      | 7        | 0    | 1938    | 1940           |
| Luan, Luan Guilherme de Jesus Vieira                              | 2        | 0    | 2017    |                |
| Lucas, Lucas Rios Marques                                         | 2        | 0    | 2012    | 2012           |
| Lucas, Lucas Rodrigues Moura da Silva                             | 35       | 4    | 2011    |                |
| Lucas Leiva, Lucas Pezzini Leiva                                  | 24       | 0    | 2006    | 2013           |
| Lucas Lima, Lucas Rafael Araujo Lima                              | 14       | 2    | 2015    | 2017           |
| Lucas Paquetá, Lucas Tolentino Coelho de Lima                     | 31       | 7    | 2018    |                |
| Lucas Veríssimo, Lucas Veríssimo da Silva                         | 2        | 0    | 2021    |                |
| Lúcio, Lucimar Ferreira da Silva                                  | 107      | 5    | 2000    | 2011           |
| Luís Carlos, Luís Carlos Galter                                   | 1        | 0    | 1971    | 1971           |
| Luís Fabiano, Luís Fabiano Clemente                               | 45       | 28   | 2003    | 2013           |
| Luís Henrique, Luís Henrique Pereira dos Santos                   | 20       | 7    | 1991    | 1993           |
| Luís Luz                                                          | 2        | 0    | 1934    | 1934           |
| Luís Pereira, Luís Edmundo Pereira                                | 33       | 0    | 1973    | 1977           |
| Luisão, Ânderson Luís da Silva                                    | 46       | 3    | 2001    | 2011           |
| Luisinho, Luís Mesquita de Oliveira                               | 19       | 5    | 1934    | 1938           |
| Luisinho, Luís Carlos Quintanilha                                 | 8        | 1    | 1992    | 1993           |
| Luisinho, Luís Trochillo                                          | 16       | 2    | 1955    | 1957           |
| Luiz Adriano, Luiz Adriano de Souza da Silva                      | 4        | 0    | 2014    | 2015           |
| Luiz Alberto, Luiz Alberto da Silva Oliveira                      | 1        | 0    | 1999    | 1999           |
| Luiz Borracha, Luiz Gonzaga de Moura                              | 4        | -8   | 1946    | 1948           |
| Luiz Carlos Winck, Luiz Carlos Coelho Winck                       | 26       | 2    | 1985    | 1993           |
| Luiz Fernando, Luiz Fernando Gomes da Costa                       | 7        | 0    | 1991    | 1992           |
| Luiz Gustavo, Luiz Gustavo Dias                                   | 41       | 2    | 2011    | 2016           |
| Luiz Henrique, Luiz Henrique Ferreira Menezes                     | 1        | 0    | 1963    | 1963           |
| Luiz Henrique, Luiz Henrique Mello                                | 3        | 0    | 1963    | 1968           |
| Luiz Menezes, Luiz Maia de Bettencourt Menezes                    | 5        | 0    | 1916    | 1919           |
| Luizão, Luiz Carlos Bombonato Goulart                             | 16       | 3    | 1996    | 2002           |
| Luzinho, Luiz Carlos Ferreira                                     | 32       | 2    | 1980    | 1983           |
| Luzinho, Luiz José Marques                                        | 5        | 1    | 1956    | 1956           |
| Lula, Luís Ribeiro Pinto Neto                                     | 8        | 2    | 1971    | 1977           |
| Lula, Luís dos Santos Costa                                       | 1        | 0    | 1969    | 1969           |
| Macedo, Natanael dos Santos Macedo                                | 2        | 0    | 1991    | 1992           |
| Machado, Ernesto Duarte Machado da Silva                          | 3        | 2    | 1921    | 1921           |
| Machado, Arthur Machado                                           | 6        | 0    | 1938    | 1940           |
| Magrão, Márcio Rodrigues                                          | 3        | 0    | 2004    | 2005           |
| Maicon, Maicon Douglas Sisenando                                  | 76       | 7    | 2003    | 2014           |
| Mancini, Alessandro Faiolhe Amantino                              | 6        | 0    | 2004    | 2008           |
| Maneca, Manuel Marinho Alves                                      | 6        | 2    | 1950    | 1950           |
| Maneco, Manoel Anselmo da Silva                                   | 1        | 0    | 1947    | 1947           |
| Manga, Haílton Corrêa de Arruda                                   | 12       | -10  | 1965    | 1967           |
| Marcelinho Carioca, Marcelo Pereira Surcin                        | 3        | 2    | 1992    | 1994           |
| Marcelinho Paraíba, Marcelo dos Santos                            | 5        | 1    | 1998    | 2001           |
| Marcelinho Paulista, Marcelo José de Souza                        | 7        | 0    | 1994    | 1996           |
| Marcelo, Marcelo de Oliveira Santos                               | 6        | 1    | 1975    | 1977           |
| Marcelo, Marcelo Vieira da Silva Júnior                           | 56       | 6    | 2008    |                |
| Marcelo Djian, Marcelo Kiremitdjian                               | 2        | 0    | 1989    | 1992           |
| Marcelo Grohe                                                     | 2        | 0    | 2015    | 2015           |
| Marcial, Marcial de Mello Castro                                  | 6        | 0    | 1963    | 1963           |
| Marcinho, Márcio Miranda Freitas Rocha da Silva                   | 1        | 0    | 2005    | 2005           |
| Márcio Bittencourt, Henrymárcio Bittencourt                       | 4        | 0    | 1991    | 1991           |
| Márcio Rossini, Márcio Antônio Rossini                            | 13       | 1    | 1983    | 1983           |
| Márcio Santos, Márcio Roberto dos Santos                          | 42       | 1    | 1990    | 1997           |
| Marco Antônio, Marco Antônio Feliciano                            | 39       | 0    | 1970    | 1979           |
| Marco Antônio, Marco Antônio Garcia Alves                         | 7        | 2    | 1963    | 1963           |
| Marcos, Marcos Carneiro de Mendonça                               | 10       | -9   | 1914    | 1922           |
| Marcos, Marcos Ferreira Martins                                   | 7        | 1    | 1963    | 1965           |
| Marcos, Marcos Roberto Silveira Reis                              | 27       | -21  | 1999    | 2006           |
| Marcos Paulo, Marcos Paulo Alves                                  | 3        | 1    | 1999    | 2000           |
| Marcos Rocha, Marcos Luís Rocha Aquino                            | 2        | 0    | 2013    | 2013           |
| Marinho, Mário Caetano Filho                                      | 1        | 0    | 1983    | 1983           |
| Marinho, Mário José dos Reis Emiliano                             | 2        | 1    | 1976    | 1986           |
| Marinho Chagas, Francisco das Chagas Marinho                      | 27       | 4    | 1973    | 1977           |
| Marinho Peres, Mário Peres Ulibarri                               | 11       | 1    | 1972    | 1974           |
| Marino, Marino da Silva                                           | 6        | 0    | 1960    | 1960           |
| Mário, Amaro Gomes da Costa                                       | 1        | 0    | 1967    | 1967           |
| Mário, Mário da Paixão Mendes                                     | 1        | 0    | 1967    | 1967           |
| Mário Fernandes, Mário Figueira Fernandes                         | 1        | 0    | 2014    | 2014           |
| Mário Seixas, Mário Seixas                                        | 3        | 0    | 1923    | 1923           |
| Mário Sérgio, Mário Sérgio Pontes de Paiva                        | 8        | 0    | 1981    | 1985           |
| Mário Tito, Mário Tito                                            | 1        | 0    | 1963    | 1963           |
| Marlon, Marlon Roniel Brandão                                     | 4        | 0    | 1986    | 1986           |
| Marolla, Fiordemundo Marolla Júnior                               | 2        | 0    | 1980    | 1981           |
| Marques, Marques Batista de Abreu                                 | 13       | 5    | 1994    | 2002           |
| Marquinho Carioca, Marco Antônio Rodrigues Henrique               | 2        | 0    | 1984    | 1984           |
| Marquinhos, Marcos Aoás Corrêa                                    | 67       | 4    | 2013    |                |
| Marquinhos, Marcos Corrêa dos Santos                              | 1        | 0    | 1993    | 1993           |
| Marquinhos, Marco Antônio da Silva                                | 1        | 0    | 1990    | 1990           |
| Martim, Martim Mércio da Silveira                                 | 6        | 0    | 1932    | 1938           |
| Martinelli, Gino Martinelli                                       | 1        | 0    | 1922    | 1922           |
| Martins, Álvaro Martins                                           | 4        | 0    | 1919    | 1920           |
| Massinha, Benedito Aparecido dos Santos                           | 4        | 0    | 1963    | 1963           |
| Matheus Cunha, Matheus Santos Carneiro Da Cunha                   | 6        | 0    | 2021    |                |
| Matheus Henrique, Matheus Henrique de Souza                       | 1        | 0    | 2019    |                |
| Matos, Samuel Pereira de Matos                                    | 2        | 1    | 1957    | 1957           |
| Mauricinho, Maurício Poggi Villela                                | 2        | 0    | 1983    | 1986           |
| Maurício, Maurício de Oliveira Anastácio                          | 1        | 0    | 1991    | 1991           |
| Maurinho, Mauro Raphael                                           | 11       | 3    | 1954    | 1957           |
| Maurinho, Mauro Sérgio Viriato Mendes                             | 2        | 0    | 2003    | 2003           |
| Mauro Galvão, Mauro Gerardo Galvão                                | 26       | 0    | 1986    | 1990           |
| Mauro Ramos, Mauro Ramos de Oliveira                              | 30       | 0    | 1949    | 1962           |
| Mauro Silva, Mauro da Silva                                       | 58       | 0    | 1991    | 2001           |
| Maxwell, Maxwell Scherrer Cabelino Andrade                        | 10       | 0    | 2013    | 2014           |
| Mazinho, Iomar do Nascimento                                      | 39       | 0    | 1989    | 1994           |
| Mazinho, Waldemar Aurelio de Oliveira Filho                       | 9        | 2    | 1990    | 1991           |
| Mazzola, José João Altafini                                       | 8        | 4    | 1957    | 1958           |
| Médio, Mamede Antônio                                             | 1        | 0    | 1939    | 1939           |
| Mengálvio, Mengálvio Pedro Figueiró                               | 14       | 1    | 1960    | 1963           |
| Mesquita, Alfonso Mesquita                                        | 2        | -2   | 1922    | 1922           |
| Mica, Alfredo Pereira de Mello                                    | 6        | 0    | 1923    | 1923           |
| Miguel, Miguel Ferreira de Almeida                                | 10       | 0    | 1965    | 1976           |
| Millon, Adolpho Millon Júnior                                     | 6        | 1    | 1914    | 1919           |
| Milton, Milton Pessanha                                           | 6        | 1    | 1960    | 1960           |
| Mimi, Alberto Martins                                             | 2        | 1    | 1916    | 1916           |
| Mineiro, Carlos Luciano da Silva                                  | 24       | 0    | 2001    | 2008           |
| Ministrinho, Pedro Sernagiotto                                    | 1        | 0    | 1930    | 1930           |
| Miranda, João Miranda de Souza Filho                              | 57       | 3    | 2009    |                |
| Mirandinha, Francisco Ernandi Lima da Silva                       | 4        | 1    | 1987    | 1987           |
| Mirandinha, Sebastião Miranda da Silva Filho                      | 7        | 0    | 1974    | 1974           |
| Moacir, Moacyr Claudino Pinto                                     | 6        | 2    | 1957    | 1958           |
| Moacir, Moacir Rodrigues dos Santos                               | 6        | 1    | 1990    | 1991           |
| Moderato, Moderato Wisintainer                                    | 5        | 2    | 1925    | 1930           |
| Moisés, Moisés Matias de Andrade                                  | 1        | 0    | 1973    | 1973           |
| Moreira, Ismael Moreira Braga                                     | 2        | 0    | 1967    | 1968           |
| Mozer, José Carlos Nepomuceno Mozer                               | 36       | 0    | 1983    | 1994           |
| Müller, Luiz Antônio da Costa                                     | 56       | 12   | 1986    | 1998           |
| Murilo, Paulo Murilo Frederico Ferreira                           | 2        | 0    | 1966    | 1968           |
| Murilo, Murilo Silva                                              | 2        | 0    | 1966    | 1968           |
| Mussula, Luiz de Matos Luchesi                                    | 1        | -2   | 1968    | 1968           |
| Nado, José Rinaldo Tasso Lassálvia                                | 3        | 0    | 1966    | 1968           |
| Nádson, Nádson Rodrigues de Souza                                 | 2        | 0    | 2003    | 2003           |
| Nair, Nair José da Silva                                          | 1        | 1    | 1965    | 1965           |
| Naldo, Ronaldo Aparecido Rodrigues                                | 4        | 0    | 2007    | 2009           |
| Narciso, Narciso dos Santos                                       | 19       | 1    | 1995    | 1998           |
| Nariz, Álvaro Cançado Lopes                                       | 4        | 0    | 1937    | 1938           |
| Nascimento, Oscar Francisco Nascimento                            | 3        | -7   | 1940    | 1940           |
| Nascimento, Carlos de Oliveira Nascimento                         | 4        | 0    | 1925    | 1925           |
| Natal, Natal de Carvalho Baroni                                   | 13       | 3    | 1967    | 1968           |
| Neca, Antônio Rodrigues Filho                                     | 3        | 1    | 1976    | 1976           |
| Neco, Manoel Nunes                                                | 15       | 10   | 1917    | 1922           |
| Nei, Elias Ferreira Sobrinho                                      | 1        | 0    | 1976    | 1976           |
| Nei Conceição, Nei da Conceição                                   | 1        | 0    | 1970    | 1970           |
| Nelinho, Agnelo Correia dos Santos                                | 2        | 0    | 1957    | 1957           |
| Nelinho, Manoel Resende de Matos Cabral                           | 21       | 6    | 1974    | 1980           |
| Nélio, Nélio da Silva Melo                                        | 5        | 0    | 1992    | 1992           |
| Nelsinho, Nélson Luís Kerchner                                    | 18       | 1    | 1987    | 1990           |
| Nélson, Nélson Conceição                                          | 6        | -7   | 1923    | 1923           |
| Nena, Olavo Rodrigues Barbosa                                     | 5        | 0    | 1947    | 1950           |
| Nery, Emmanuel Augusto Nery                                       | 5        | 0    | 1914    | 1916           |
| Nesi, Luiz Ferreira Nesi                                          | 8        | 0    | 1922    | 1923           |
| Néstor, Néstor Alves da Silva                                     | 3        | 0    | 1956    | 1956           |
| Neto, José Ferreira Neto                                          | 15       | 5    | 1988    | 1993           |
| Neto, Norberto Murara Neto                                        | 1        | 0    | 2018    |                |
| Neves, Walter Oliveira das Neves                                  | 4        | 0    | 1962    | 1968           |
| Newton, Newton Barbosa                                            | 8        | 0    | 1930    | 1947           |
| Newton, Newton Carregal                                           | 7        | 0    | 1945    | 1947           |
| Ney, Nei de Oliveira                                              | 9        | 0    | 1963    | 1968           |
| Neymar, Neymar da Silva Santos Júnior                             | 128      | 79   | 2010    | 2023           |
| Niginho, Leonízio Fantoni                                         | 4        | 2    | 1936    | 1937           |
| Nilmar, Nilmar Honorato da Silva                                  | 24       | 9    | 2003    | 2011           |
| Nilo, Nilo Murtinho Braga                                         | 14       | 10   | 1923    | 1931           |
| Nílson, Nílson Esídio Mora                                        | 4        | 0    | 1989    | 1991           |
| Nílson Dias, Nílson Dias                                          | 1        | 0    | 1977    | 1977           |
| Nílton Santos, Nílton dos Santos                                  | 75       | 3    | 1945    | 1962           |
| Nininho, Antônio Francisco                                        | 4        | 3    | 1949    | 1949           |
| Nonato, Raimundo Nonato da Silva                                  | 3        | 0    | 1993    | 1993           |
| Nonô, Claudionor Gonçalves da Silva                               | 1        | 0    | 1921    | 1921           |
| Norival, Norival Pereira da Silva                                 | 20       | 1    | 1940    | 1946           |
| Normandes, Normandes Souza Lima                                   | 1        | 0    | 1968    | 1968           |
| Noronha, Alfredo Eduardo Ribeiro Mena Barreto de Freitas Noronha  | 16       | 0    | 1944    | 1950           |
| Nunes, João Batista Nunes de Oliveira                             | 6        | 2    | 1978    | 1980           |
| Oberdan, Oberdan Cattani                                          | 9        | -6   | 1944    | 1945           |
| Octávio, Octávio Sérgio da Costa Moraes                           | 4        | 1    | 1949    | 1949           |
| Octávio Egydio, Octávio Egydio de Oliveira                        | 1        | 0    | 1914    | 1914           |
| Odair, Odair Patriarca                                            | 2        | 0    | 1990    | 1991           |
| Odorico, Odorico de Araújo Goulart                                | 5        | 0    | 1956    | 1956           |
| Odvan, Odvan Gomes Silva                                          | 12       | 0    | 1998    | 1999           |
| Olavo, Olavo Martins de Oliveira                                  | 4        | 0    | 1955    | 1957           |
| Oldair, Oldair Barchi                                             | 2        | 0    | 1966    | 1968           |
| Oreco, Valdemar Rodrigues Martins                                 | 10       | 0    | 1956    | 1961           |
| Orlandinho, Orlando Moreira Torres                                | 3        | 0    | 1921    | 1921           |
| Orlando, Orlando Pereira Pires                                    | 3        | 0    | 1916    | 1916           |
| Orlando, Orlando Rosa Romagna                                     | 5        | 0    | 1960    | 1960           |
| Orlando Lelé, Orlando Pereira                                     | 6        | 0    | 1976    | 1977           |
| Orlando Peçanha, Orlando Peçanha de Carvalho                      | 30       | 0    | 1958    | 1966           |
| Orlando Pingo de Ouro, Orlando de Azevedo Viana                   | 3        | 2    | 1949    | 1949           |
| Ortunho, Jorge Carlos Carneiro                                    | 4        | 0    | 1956    | 1960           |
| Oscar, José Oscar Bernardi                                        | 59       | 2    | 1978    | 1986           |
| Oscar, Oscar dos Santos Emboaba Júnior                            | 48       | 12   | 2011    | 2015           |
| Oscarino, Oscarino Costa Silva                                    | 1        | 0    | 1930    | 1930           |
| Oséas, Oséas Reis dos Santos                                      | 2        | 0    | 1996    | 1996           |
| Osny, Osny Augusto Werner                                         | 1        | 0    | 1916    | 1916           |
| Osses, Fidêncio Osses                                             | 1        | 0    | 1922    | 1922           |
| Osvaldo, Osvaldo Lourenço Filho                                   | 2        | 0    | 2013    |                |
| Osvaldo Baliza, Osvaldo Alfredo da Silva                          | 2        | 0    | 1949    | 1952           |
| Osvaldo Gerico, Osvaldo de Carvalho                               | 5        | 0    | 1942    | 1942           |
| Oswaldo, Oswaldo Taurisano                                        | 7        | 3    | 1963    | 1963           |
| Oswaldo, Oswaldo Werner                                           | 1        | 1    | 1920    | 1920           |
| Otoney, Otoney Raul Veloso Oliveira                               | 2        | 0    | 1957    | 1957           |
| Pablo, Pablo Nascimento Castro                                    | 2        | 0    | 2018    |                |
| Pagão, Paulo César de Araújo                                      | 2        | 0    | 1956    | 1956           |
| Palamone, Luiz Bento Palamone                                     | 8        | 0    | 1919    | 1922           |
| Palhinha, Jorge Ferreira da Silva                                 | 16       | 6    | 1992    | 1993           |
| Palhinha, Vanderlei Eustáquio de Oliveira                         | 16       | 3    | 1973    | 1979           |
| Pamplona, Estanislau de Figueiredo Pamplona                       | 2        | 0    | 1925    | 1925           |
| Parada, Antônio Parada Neto                                       | 1        | 0    | 1966    | 1966           |
| Paraná, Ademir de Barros                                          | 9        | 1    | 1965    | 1966           |
| Paschoal, Paschoal Silva Cinelli                                  | 6        | 0    | 1923    | 1923           |
| Patesko, Rodolfo Barteczko                                        | 15       | 6    | 1934    | 1942           |
| Paula Ramos, José França de Paula Ramos                           | 1        | 0    | 1917    | 1917           |
| Paulão, Paulo César Batista dos Santos                            | 7        | 0    | 1990    | 1993           |
| Paulinho, Paulo de Almeida                                        | 6        | 1    | 1956    | 1956           |
| Paulinho, Paulo de Almeida Ribeiro                                | 8        | 0    | 1957    | 1959           |
| Paulinho, José Paulo Bezerra Maciel Júnior                        | 56       | 13   | 2011    |                |
| Paulinho, Paulo Goulart                                           | 1        | 0    | 1932    | 1932           |
| Paulo, Paulo Florêncio                                            | 2        | 0    | 1942    | 1942           |
| Paulo, Paulo Martorano                                            | 1        | 0    | 1957    | 1957           |
| Paulo, Paulo Pisaneschi                                           | 4        | 3    | 1959    | 1959           |
| Paulo Borges, Paulo Luís Borges                                   | 16       | 3    | 1966    | 1968           |
| Paulo César, Paulo César Arruda Parente                           | 3        | 0    | 2002    | 2002           |
| Paulo César, Paulo César Camassutti                               | 1        | 0    | 1981    | 1981           |
| Paulo César Caju, Paulo César Lima                                | 58       | 8    | 1967    | 1977           |
| Paulo Egídio, Paulo Egídio Bertolazzi                             | 1        | 0    | 1990    | 1990           |
| Paulo Filipe, Paulo Nunes Filipe                                  | 4        | 2    | 1962    | 1962           |
| Paulo Henrique, Paulo Henrique Souza de Oliveira                  | 8        | 0    | 1966    | 1967           |
| Paulo Isidoro, Paulo Isidoro de Jesus                             | 36       | 3    | 1977    | 1983           |
| Paulo Nunes, Arílson de Paula Nunes                               | 2        | 0    | 1997    | 1997           |
| Paulo Roberto, Paulo Roberto Curtis Costa                         | 7        | 0    | 1983    | 1989           |
| Paulo Sérgio, Paulo Sérgio de Oliveira Lima                       | 3        | -1   | 1981    | 1983           |
| Paulo Sérgio, Paulo Sérgio Silvestre do Nascimento                | 13       | 2    | 1991    | 1994           |
| Paulo Valentim, Paulo Ângelo Valentim                             | 5        | 5    | 1959    | 1959           |
| Paulo Vítor, Paulo Vítor Barbosa de Carvalho                      | 19       | -10  | 1984    | 1987           |
| Pavão, Marcos Cortez                                              | 4        | 0    | 1955    | 1956           |
| Pedrinho, Pedro Paulo de Oliveira                                 | 1        | 0    | 2004    | 2004           |
| Pedrinho, Pedro Luís Vicençote                                    | 13       | 1    | 1979    | 1983           |
| Pedro, Pedro Guilherme Abreu dos Santos                           | 1        | 0    | 2020    |                |
| Pedro Amorim, Pedro Amorim Duarte                                 | 6        | 3    | 1940    | 1942           |
| Pedro Geromel, Pedro Tonon Geromel                                | 2        | 0    | 2017    |                |
| Pedro Paulo, Pedro Paulo Silva                                    | 1        | 0    | 1968    | 1968           |
| Pedrosa, Roberto Gomes Pedrosa                                    | 2        | -11  | 1934    | 1934           |
| Pelé, Edson Arantes do Nascimento                                 | 92       | 77   | 1957    | 1971           |
| Pennaforte, Orlando Pennaforte de Araújo                          | 8        | 0    | 1923    | 1925           |
| Pepe, José Macia                                                  | 40       | 22   | 1957    | 1965           |
| Pepe, Pedro Rizetti                                               | 1        | 0    | 1930    | 1930           |
| Pequeno, Ildefonso Rocha Lima                                     | 2        | 0    | 1957    | 1957           |
| Perácio, José Perácio                                             | 6        | 4    | 1938    | 1940           |
| Pereira, Márcio Pereira Monteiro                                  | 1        | 0    | 1987    | 1987           |
| Periperí, Hamílton Ferreira Leal                                  | 2        | -2   | 1957    | 1957           |
| Perivaldo, Perivaldo Lúcio Dantas                                 | 2        | 0    | 1981    | 1982           |
| Pernambuco, Mário Pernambuco                                      | 2        | 0    | 1914    | 1923           |
| Philippe Coutinho, Philippe Coutinho Correia                      | 68       | 20   | 2010    |                |
| Piazza, Wilson da Silva Piazza                                    | 51       | 0    | 1967    | 1975           |
| Picagli, Antônio Picagli                                          | 2        | 0    | 1917    | 1919           |
| Picasso, Ronei Paulo Travi                                        | 4        | -5   | 1965    | 1968           |
| Picole, José Geraldo de Camargo                                   | 4        | 2    | 1962    | 1962           |
| Píndaro, Píndaro de Carvalho Rodrigues                            | 6        | 0    | 1914    | 1919           |
| Pinga, José Lázaro Robles                                         | 17       | 10   | 1950    | 1955           |
| Pinguela, João Paulo de Oliveira                                  | 2        | 0    | 1957    | 1957           |
| Pinheiro, João Carlos Batista Pinheiro                            | 17       | 1    | 1952    | 1955           |
| Piolim, Laurindo Furlani                                          | 1        | 0    | 1944    | 1944           |
| Pipí, Serafim Pinto Ribeiro Júnior                                | 3        | 0    | 1942    | 1942           |
| Pires, José Sebastião Pires Neto                                  | 2        | 0    | 1984    | 1984           |
| Pita, Edvaldo Oliveira Chaves                                     | 7        | 0    | 1980    | 1987           |
| Poly, Polycarpo Ribeiro de Oliveira                               | 1        | 0    | 1930    | 1930           |
| Prado, Antônio Franco Coelho Prado                                | 1        | 0    | 1965    | 1965           |
| Preguinho, João Coelho Netto                                      | 3        | 4    | 1930    | 1930           |
| Procópio, Procópio Cardoso Neto                                   | 10       | 0    | 1963    | 1968           |
| Quarentinha, Waldir Cardoso Lebrêgo                               | 13       | 14   | 1959    | 1963           |
| Rafael Sóbis, Rafael Augusto Sóbis                                | 8        | 1    | 2006    | 2008           |
| Rafinha, Márcio Rafael Ferreira de Souza                          | 4        | 0    | 2008    | 2017           |
| Rafinha, Rafael Alcântara do Nascimento                           | 2        | 1    | 2015    | 2017           |
| Raí, Raimundo Souza Vieira de Oliveira                            | 51       | 17   | 1987    | 1998           |
| Raimundinho, Raimundo Borges da Cruz                              | 2        | 0    | 1957    | 1957           |
| Ralf, Ralf de Souza Teles                                         | 8        | 0    | 2011    | 2013           |
| Ramires, Ramires Santos do Nascimento                             | 52       | 4    | 2009    | 2014           |
| Ramon, Ramon Menezes Hubner                                       | 6        | 1    | 2001    | 2001           |
| Raphinha, Raphinha Dias Belloli                                   | 7        | 3    | 2021    |                |
| Raul, Raul Octávio Klein                                          | 3        | 1    | 1956    | 1956           |
| Raul, Raul Guilherme Plassmann                                    | 8        | -7   | 1975    | 1980           |
| Régis, Reginaldo Paes Leme Ferreira                               | 2        | 0    | 1987    | 1987           |
| Reinaldo, José Reinaldo de Lima                                   | 29       | 11   | 1975    | 1985           |
| Renaldo, Renaldo Lopes da Cruz                                    | 1        | 0    | 1996    | 1996           |
| Renan Lodi, Renan Augusto Lodi dos Santos                         | 15       | 0    | 2019    |                |
| Renato, Renato Cunha Valle                                        | 2        | -1   | 1973    | 1973           |
| Renato, Carlos Renato Frederico                                   | 22       | 3    | 1979    | 1987           |
| Renato, Carlos Renato de Abreu                                    | 1        | 0    | 2011    | 2011           |
| Renato Gaúcho, Renato Portaluppi                                  | 41       | 5    | 1983    | 1993           |
| Réver, Réver Humberto Alves de Araújo                             | 8        | 1    | 2010    | 2013           |
| Rey, José Fontana                                                 | 2        | -2   | 1936    | 1937           |
| Ricardinho, Ricardo Luís Pozzi Rodrigues                          | 21       | 1    | 2000    | 2006           |
| Ricardinho, Ricardo Alexandre dos Santos                          | 1        | 0    | 1996    | 1996           |
| Ricardo Gomes, Ricardo Gomes Raymundo                             | 45       | 4    | 1984    | 1994           |
| Ricardo Goulart, Ricardo Goulart Pereira                          | 1        | 0    | 2014    |                |
| Ricardo Oliveira, Ricardo Oliveira                                | 16       | 5    | 2003    | 2016           |
| Ricardo Rocha, Ricardo Roberto Barreto da Rocha                   | 39       | 0    | 1987    | 1995           |
| Richarlison, Richarlison de Andrade                               | 34       | 13   | 2018    |                |
| Richarlyson, Richarlyson Barbosa Felisbino                        | 2        | 0    | 2008    | 2008           |
| Rildo, Rildo da Costa Menezes                                     | 40       | 1    | 1963    | 1969           |
| Rinaldo, Rinaldo Amorim                                           | 11       | 5    | 1964    | 1967           |
| Rivaldo, Rivaldo Vítor Borba Ferreira                             | 74       | 35   | 1993    | 2003           |
| Rivelino, Roberto Rivellino                                       | 92       | 26   | 1965    | 1978           |
| Robert, Robert da Silva Almeida                                   | 4        | 0    | 2001    | 2001           |
| Robertinho, Roberto Oliveira Gonçalves do Carmo                   | 2        | 0    | 1980    | 1981           |
| Roberto, Roberto Emílio da Cunha                                  | 8        | 3    | 1936    | 1938           |
| Roberto, Roberto Fernando Frojuello                               | 2        | 0    | 1960    | 1960           |
| Roberto, Roberto Ramos                                            | 4        | 0    | 1962    | 1962           |
| Roberto Batata, Roberto Monteiro                                  | 6        | 3    | 1975    | 1975           |
| Roberto Belangero, Roberto Belangero                              | 16       | 0    | 1955    | 1958           |
| Roberto Carlos, Roberto Carlos da Silva                           | 125      | 10   | 1992    | 2006           |
| Roberto Cearense, Roberto Almeida Nascimento                      | 2        | 1    | 1981    | 1981           |
| Roberto Costa Roberto Costa Cabral                                | 1        | -2   | 1984    | 1984           |
| Roberto Dias, Roberto Dias Branco                                 | 20       | 1    | 1963    | 1968           |
| Roberto Dinamite, Carlos Roberto de Oliveira                      | 47       | 25   | 1975    | 1984           |
| Roberto Firmino, Roberto Firmino Barbosa de Oliveira              | 55       | 17   | 2014    |                |
| Roberto Miranda, Roberto Lopes de Miranda                         | 13       | 6    | 1968    | 1972           |
| Robinho, Robson de Souza                                          | 100      | 28   | 2003    | 2017           |
| Rocha, Jorge Luiz Rocha de Paula                                  | 1        | 0    | 1981    | 1981           |
| Rodrigo, Rodrigo Antônio Brandão                                  | 1        | 0    | 1920    | 1920           |
| Rodrigo Caio, Rodrigo Caio Coquette Russo                         | 5        | 0    | 2016    |                |
| Rodrigues, Francisco Rodrigues                                    | 18       | 5    | 1950    | 1955           |
| Rodrigues, Raphael Rodrigues                                      | 5        | 0    | 1922    | 1922           |
| Rodrigues, José Rodrigues dos Santos                              | 1        | 1    | 1968    | 1968           |
| Rodrigues Neto, José Rodrigues Neto                               | 11       | 0    | 1972    | 1978           |
| Rodriguinho, Rodrigo Eduardo Costa Marinho                        | 2        | 0    | 2017    | 2017           |
| Rodrygo, Rodrygo Silva de Goes                                    | 5        | 1    | 2019    |                |
| Roger, Roger Galera Flores                                        | 6        | 4    | 2000    | 2004           |
| Roger, Roger Machado Marques                                      | 1        | 0    | 2001    | 2001           |
| Rogério, Rogério Fidélis Régis                                    | 3        | 0    | 1998    | 1999           |
| Rogério Rogério Hetmanek                                          | 3        | 0    | 1970    | 1970           |
| Romário, Romário de Souza Faria                                   | 70       | 55   | 1987    | 2005           |
| Romeiro, José Romeiro Cardoso Neto                                | 2        | 0    | 1956    | 1956           |
| Romeu, Romeu Evangelista                                          | 6        | 1    | 1975    | 1975           |
| Romeu Pellicciari, Romeu Pellicciari                              | 13       | 3    | 1938    | 1940           |
| Rômulo, Rômulo Borges Monteiro                                    | 8        | 1    | 2011    | 2012           |
| Ronaldão, Ronaldo Rodrigues de Jesus                              | 14       | 3    | 1991    | 1995           |
| Ronaldinho, Ronaldo de Assis Moreira                              | 97       | 33   | 1999    | 2013           |
| Ronaldo, Ronaldo Gonçalves Drummond                               | 1        | 1    | 1968    | 1968           |
| Ronaldo, Ronaldo Luís Nazário de Lima                             | 98       | 62   | 1994    | 2011           |
| Ronaldo, Ronaldo Soares Giovanelli                                | 1        | -2   | 1993    | 1993           |
| Rôni, Roniéliton Pereira Santos                                   | 6        | 4    | 1999    | 1999           |
| Roque Júnior, José Vítor Roque Júnior                             | 48       | 2    | 1999    | 2005           |
| Rubens, Rubens Josué da Costa                                     | 1        | 0    | 1952    | 1952           |
| Rubens Salles, Rubens Moraes Salles                               | 1        | 1    | 1914    | 1914           |
| Rueda, José Rueda                                                 | 1        | 0    | 1925    | 1925           |
| Rui, Rui Campos                                                   | 28       | 2    | 1944    | 1950           |
| Russinho, Moacyr de Siqueira Queiroz                              | 2        | 1    | 1930    | 1930           |
| Russo, Adolpho Milman                                             | 1        | 0    | 1942    | 1942           |
| Sabará, Onofre Anacleto                                           | 9        | 1    | 1955    | 1960           |
| Sadi, Sadi Schwerdt                                               | 10       | 1    | 1966    | 1968           |
| Sandro, Sandro Raniere Guimarães Cordeiro                         | 17       | 1    | 2009    | 2012           |
| Sant'Anna, Saul Santos Silva                                      | 2        | 0    | 1966    | 1966           |
| Santo, Santo Zanin                                                | 2        | 0    | 1963    | 1963           |
| Saulzinho, Saul Santos Silva                                      | 2        | 0    | 1966    | 1966           |
| Sávio, Sávio Bortolini Pimentel                                   | 21       | 4    | 1994    | 2000           |
| Scala, Luís Carlos Scala Loureiro                                 | 1        | 0    | 1968    | 1968           |
| Scheidt, Rafael Felipe Scheidt                                    | 3        | 0    | 1999    | 1999           |
| Serafini, Henrique Serafini                                       | 1        | 0    | 1930    | 1930           |
| Serginho, Sérgio Cláudio dos Santos                               | 10       | 1    | 1998    | 2001           |
| Serginho Chulapa, Sérgio Bernardino                               | 20       | 8    | 1979    | 1982           |
| Sérgio, Ivanildo Sérgio Guedes                                    | 4        | 0    | 1919    | 1919           |
| Sérgio, Sérgio Pereira Pires                                      | 4        | 0    | 1919    | 1919           |
| Sérgio, Sérgio Moacyr Torres Nunes                                | 3        | -2   | 1956    | 1956           |
| Sérgio Lopes, Sérgio Roberto Lopes Rio Branco                     | 2        | 0    | 1966    | 1966           |
| Sérgio Manoel, Sérgio Manoel Júnior                               | 4        | 0    | 1995    | 1998           |
| Servílio, Servílio de Jesus                                       | 6        | 1    | 1942    | 1945           |
| Servílio, Servílio de Jesus Filho                                 | 8        | 5    | 1960    | 1966           |
| Servílio, Servílio José Lucas                                     | 4        | 0    | 1919    | 1919           |
| Sidney, Sidney Pullen                                             | 3        | 0    | 1916    | 1916           |
| Sidney, Sidney José Tobias                                        | 2        | 0    | 1986    | 1986           |
| Silas, Silas Pereira de Souza                                     | 2        | -7   | 1963    | 1963           |
| Silas, Paulo Silas do Prado Pereira                               | 34       | 1    | 1986    | 1992           |
| Silva Batuta, Walter Machado da Silva                             | 6        | 2    | 1966    | 1966           |
| Sílvio, Sílvio César Ferreira da Costa                            | 2        | 0    | 1991    | 1991           |
| Simão, Pedro Simão de Araújo                                      | 7        | 5    | 1949    | 1949           |
| Sisson, Augusto Maria Sisson                                      | 4        | 0    | 1920    | 1920           |
| Sócrates, Sócrates Brasileiro Sampaio de Souza Vieira de Oliveira | 60       | 22   | 1979    | 1986           |
| Soda, Cleóbulo Faria                                              | 4        | 0    | 1923    | 1923           |
| Soligo, Antônio Luiz Soligo                                       | 3        | 0    | 1960    | 1960           |
| Sonny Anderson, Sonny Anderson da Silva                           | 7        | 1    | 1994    | 2000           |
| Souza, José Ivanaldo de Souza                                     | 11       | 3    | 1995    | 1996           |
| Souza, Josef de Souza Dias                                        | 3        | 0    | 2014    | 2015           |
| Suly, Suly Cabral Machado                                         | 3        | 0    | 1960    | 1960           |
| Sylvinho, Sílvio Mendes Campos Júnior                             | 6        | 0    | 2000    | 2001           |
| Taffarel, Cláudio André Mergen Taffarel                           | 101      | -70  | 1988    | 1998           |
| Taison, Taison Barcellos Freda                                    | 8        | 1    | 2016    |                |
| Tales, Tales Flamínio Carlos                                      | 1        | 0    | 1968    | 1968           |
| Tarciso, José Tarciso de Souza                                    | 2        | 0    | 1978    | 1979           |
| Tato, Carlos Alberto de Araújo Prestes                            | 3        | 0    | 1984    | 1985           |
| Tatu, Altino Marcondes                                            | 6        | 1    | 1922    | 1922           |
| Telefone, José de Almeida Netto                                   | 5        | 0    | 1920    | 1921           |
| Teóphilo, Teóphilo Bettencourt Pereira                            | 5        | 1    | 1930    | 1931           |
| Teotônio, Teotônio Pereira da Silva                               | 2        | 0    | 1957    | 1957           |
| Tepet, Luiz Tepet                                                 | 1        | 0    | 1922    | 1922           |
| Tesourinha, Osmar Fortes Barcellos                                | 23       | 10   | 1944    | 1950           |
| Thadeu, Thadeu Bogurrawski Filho                                  | 1        | -2   | 1939    | 1939           |
| Thiago Neves, Thiago Neves Augusto                                | 7        | 0    | 2008    | 2012           |
| Thiago Silva, Thiago Emiliano da Silva                            | 105      | 7    | 2008    |                |
| Tião, Sébastião Pereira dos Santos                                | 2        | 0    | 1959    | 1959           |
| Tião, Sebastião Rocha                                             | 1        | 0    | 1968    | 1968           |
| Tião Macalé, Sebastião dos Santos                                 | 5        | 0    | 1963    | 1963           |
| Tinga, Paulo César Fonseca do Nascimento                          | 4        | 0    | 2001    | 2007           |
| Tim, Elba de Pádua Lima                                           | 16       | 1    | 1936    | 1942           |
| Tinoco, Alfredo Alves Tinoco                                      | 1        | 0    | 1934    | 1934           |
| Tita, Milton Queiroz da Paixão                                    | 32       | 6    | 1979    | 1990           |
| Tite, Augusto Vieira de Oliveira                                  | 3        | 1    | 1957    | 1957           |
| Toninho, Antônio Dias dos Santos                                  | 17       | 0    | 1976    | 1979           |
| Toninho, Antônio Benedito da Silva                                | 1        | 0    | 1989    | 1989           |
| Toninho Carlos, Antônio Carlos Pires Vieira                       | 4        | 0    | 1983    | 1983           |
| Toninho Cerezo, Antônio Carlos Cerezo                             | 57       | 5    | 1977    | 1985           |
| Toninho Guerreiro, Antônio Ferreira                               | 1        | 1    | 1968    | 1968           |
| Torres, Alexandre Torres                                          | 1        | 0    | 1992    | 1992           |
| Torteroli, Nicomedes Conceição Torteroli                          | 1        | 0    | 1923    | 1923           |
| Tostão, Eduardo Gonçalves de Andrade                              | 54       | 32   | 1966    | 1972           |
| Traçaia, José Roque Paes                                          | 5        | 1    | 1959    | 1959           |
| Tuffy, Tuffy Neugen                                               | 3        | -8   | 1925    | 1925           |
| Túlio Maravilha, Túlio Humberto Pereira Costa                     | 14       | 10   | 1990    | 1995           |
| Tunga, Sebastião Couto                                            | 5        | 0    | 1936    | 1937           |
| Tupãzinho, José Ernâni da Rosa                                    | 1        | 1    | 1965    | 1965           |
| Turcão, Alberto Chuairi                                           | 1        | 0    | 1955    | 1955           |
| Ubirajara, Ubirajara Gonçalves Motta                              | 1        | -1   | 1966    | 1966           |
| Uidemar, Uidemar Pessoa de Oliveira                               | 2        | 0    | 1987    | 1989           |
| Urubatão, Urubatão Calvo Nunes                                    | 1        | 0    | 1957    | 1957           |
| Vágner, Vágner Rogério Nunes                                      | 1        | 0    | 2001    | 2001           |
| Vágner Love, Vágner Silva de Souza                                | 20       | 4    | 2004    | 2007           |
| Vaguinho, Wagno de Freitas                                        | 7        | 1    | 1968    | 1971           |
| Válber, Válber Roel de Oliveira                                   | 12       | 0    | 1992    | 1993           |
| Válber, Válber da Silva Costa                                     | 1        | 0    | 1993    | 1993           |
| Valdeir, Valdeir Celso Moreira                                    | 16       | 0    | 1990    | 1993           |
| Valdemar, Valdemar Chiareli                                       | 5        | -11  | 1959    | 1959           |
| Valdemar Carabina, Valdemar Figueira de Melo                      | 2        | 0    | 1961    | 1965           |
| Valdir, Valdir Benedito                                           | 4        | 0    | 1991    | 1991           |
| Valdir, Valdir Joaquim de Moraes                                  | 4        | -3   | 1956    | 1965           |
| Valdir, Valdir Vicente                                            | 1        | 0    | 1963    | 1963           |
| Valdir Peres, Valdir Peres de Arruda                              | 28       | -17  | 1975    | 1982           |
| Valdo, Valdo Cândido de Oliveira Filho                            | 65       | 6    | 1986    | 1993           |
| Valdomiro, Valdomiro Vaz Franco                                   | 18       | 4    | 1973    | 1977           |
| Vânder, Vânder Martins                                            | 1        | 0    | 1968    | 1968           |
| Vampeta, Marcos André Batista Santos                              | 41       | 2    | 1998    | 2004           |
| Vanderlei, Vanderlei Paiva Monteiro                               | 7        | 0    | 1968    | 1975           |
| Vantuil, Vantuil da Trindade                                      | 2        | 0    | 1960    | 1960           |
| Vantuir, Vantuir Galdino Ramos                                    | 7        | 0    | 1972    | 1975           |
| Vasconcelos, Walter Vasconcelos Fernandes                         | 2        | 0    | 1955    | 1955           |
| Vavá, Edvaldo Izídio Neto                                         | 20       | 14   | 1955    | 1964           |
| Velloso, Oswaldo de Barros Velloso                                | 3        | -2   | 1930    | 1931           |
| Velloso, Wagner Fernando Velloso                                  | 1        | -3   | 1990    | 1990           |
| Veludo, Caetano Silva                                             | 8        | -3   | 1954    | 1956           |
| Vevé, Everaldo Paes de Lima                                       | 1        | 0    | 1945    | 1945           |
| Vicente, Vicente Arruda                                           | 4        | 2    | 1962    | 1962           |
| Victor, Victor Leandro Bagy                                       | 6        | -1   | 2010    | 2014           |
| Victor, Victor Batautas                                           | 5        | 0    | 1960    | 1960           |
| Victor, Victor Corrêa Gonçalves                                   | 1        | -1   | 1932    | 1932           |
| Vidal, Sylvio Vidal Leite Ribeiro                                 | 4        | 0    | 1917    | 1917           |
| Vinícius Júnior, Vinícius Paixão de Oliveira Junior               | 12       | 1    | 2019    |                |
| Viola, Paulo Sérgio Rosa                                          | 10       | 3    | 1993    | 1995           |
| Vítor, Claudemir Vítor Marques                                    | 2        | 0    | 1992    | 1993           |
| Vítor, Vítor Luís Pereira da Silva                                | 3        | 0    | 1981    | 1982           |
| Vivinho, Welves Dias Marcelino                                    | 3        | 1    | 1989    | 1989           |
| Volmir, Volmir Francisco de Souza                                 | 3        | 0    | 1966    | 1967           |
| Walace, Walace Souza Silva                                        | 5        | 0    | 2016    |                |
| Waldemar de Brito, Waldemar de Brito                              | 2        | 1    | 1934    | 1934           |
| Wálder, Wálder dos Santos                                         | 1        | 0    | 1957    | 1957           |
| Waldo, Waldo Machado da Silva                                     | 4        | 2    | 1960    | 1960           |
| Walter, Walter Rodrigues Fortes                                   | 2        | 0    | 1931    | 1932           |
| Walter, Walter de Souza Goulart                                   | 3        | -4   | 1938    | 1938           |
| Walter Marciano, Walter Marciano de Queiroz                       | 7        | 0    | 1955    | 1956           |
| Wanderley, Wanderley Machado da Silva                             | 7        | 1    | 1959    | 1960           |
| Warley, Warley Silva dos Santos                                   | 4        | 0    | 1999    | 2000           |
| Washington, Washington César Santos                               | 4        | 1    | 1987    | 1989           |
| Washington, Washington Stecanela Cerqueira                        | 9        | 2    | 2001    | 2002           |
| Wassil, Wassil Vieira Barbosa                                     | 2        | 0    | 1957    | 1957           |
| Wellington Nem, Wellington Silva Sanches Aguiar                   | 3        | 0    | 2012    | 2012           |
| Wendell, Wendell Lucena Ramalho                                   | 5        | -2   | 1973    | 1974           |
| Wesley, Wesley Moraes Ferreira da Silva                           | 1        | 0    | 2019    |                |
| Weverton, Weverton Pereira da Silva                               | 7        | -4   | 2017    |                |
| William, William José de Assis Silva                              | 6        | 0    | 1963    | 1963           |
| Willian, Willian Borges da Silva                                  | 70       | 9    | 2011    |                |
| Willian Arão, Willian Souza Arão da Silva                         | 1        | 0    | 2017    | 2017           |
| Wilson, Wilson Francisco Alves                                    | 5        | 0    | 1949    | 1949           |
| Wilson Gottardo, Wilson Roberto Gottardo                          | 6        | 0    | 1991    | 1991           |
| Wilson Mano, Wilson Carlos Mano                                   | 1        | 0    | 1992    | 1992           |
| Wladimir, Wladimir Rodrigues dos Santos                           | 5        | 0    | 1977    | 1985           |
| Xingô, Pedro Salvador                                             | 1        | 0    | 1922    | 1922           |
| Yan, Yan Cleiton de Lima Razera                                   | 1        | 0    | 1995    | 1995           |
| Zagalo, Mário Jorge Lobo Zagallo                                  | 33       | 5    | 1958    | 1964           |
| Zarzur, Alberto Zarzur                                            | 8        | 0    | 1937    | 1940           |
| Zé Alves, José Alves                                              | 1        | 0    | 1957    | 1957           |
| Zé Carlos, José Carlos de Almeida                                 | 2        | 0    | 1998    | 1998           |
| Zé Carlos, José Carlos Bernardo                                   | 5        | 1    | 1968    | 1975           |
| Zé Carlos, José Carlos Conceição dos Santos                       | 3        | 0    | 1989    | 1989           |
| Zé Carlos, José Carlos da Costa Araújo                            | 9        | -7   | 1987    | 1993           |
| Zé Carlos, José Carlos Gaspar                                     | 4        | 0    | 1963    | 1967           |
| Zé de Mello, José Inácio de Mello                                 | 5        | 3    | 1959    | 1959           |
| Zé do Carmo, José do Carmo Silva Filho                            | 3        | 1    | 1988    | 1989           |
| Zé Elias, José Elias Moedim Júnior                                | 10       | 0    | 1995    | 2001           |
| Zé Luiz, José Luiz de Oliveira                                    | 3        | 0    | 1930    | 1930           |
| Zé Maria, José Maria de Carvalho Sales                            | 3        | 0    | 1959    | 1959           |
| Zé Maria, José Marcelo Ferreira                                   | 27       | 1    | 1996    | 2001           |
| Zé Maria, José Maria Rodrigues Alves                              | 48       | 0    | 1968    | 1978           |
| Zé Mário, José Mário Donizeti Baroni                              | 1        | 0    | 1977    | 1977           |
| Zé Roberto, José Roberto da Silva Júnior                          | 84       | 6    | 1995    | 2006           |
| Zé Sérgio, José Sergio Presti                                     | 25       | 5    | 1978    | 1981           |
| Zé Teodoro, José Teodoro Bonfim Queiroz                           | 2        | 0    | 1987    | 1987           |
| Zenon, Zenon de Souza Farias                                      | 5        | 0    | 1979    | 1984           |
| Zeola, Agostinho Zeola                                            | 1        | 0    | 1961    | 1961           |
| Zequinha, José Ferreira Franco                                    | 16       | 2    | 1960    | 1965           |
| Zequinha, José Pereira Miná                                       | 5        | 0    | 1959    | 1959           |
| Zequinha, José Márcio Pereira da Silva                            | 5        | 0    | 1971    | 1971           |
| Zetti, Armelino Donizetti Quagliato                               | 16       | -8   | 1993    | 1997           |
| Zezé, José Carlos Guimarães                                       | 13       | 3    | 1920    | 1923           |
| Zezé, Antônio José da Silva Gouvéia                               | 2        | 0    | 1979    | 1979           |
| Zezé Procópio, José Procópio Mendes                               | 20       | 0    | 1938    | 1946           |
| Zezinho, Moysés Ferreira Alves                                    | 3        | 1    | 1956    | 1956           |
| Zico, Arthur Antunes Coimbra                                      | 72       | 52   | 1976    | 1986           |
| Zinho, Crizam César de Oliveira Filho                             | 57       | 7    | 1989    | 1998           |
| Zito, José Ely de Miranda                                         | 46       | 3    | 1954    | 1966           |
| Zizinho, Tomás Soares da Silva                                    | 53       | 30   | 1942    | 1957           |
| Zózimo, Zózimo Alves Calazães                                     | 35       | 1    | 1955    | 1962           |
| Rogério Ceni                                                      | 16       | -11  | 1997    | 2006           |